# Thor
Pour les articles homonymes, voir Thor (homonymie).
Thor est le dieu du Tonnerre dans la mythologie nordique et dans le paganisme germanique. Il est l'un des principaux dieux du panthéon nordique. Il fut vénéré dans l'ensemble du monde germanique. On trouve ainsi différentes formes et graphies de son nom selon les époques et les régions du monde germanique : Þórr  en vieux norrois, Þunor en anglo-saxon, Þonar en frison occidental, Donar en vieux haut-allemand, etc. Initialement, Thor est le « Tonnerre », un attribut du Ciel-Père.
Son culte dans le monde germanique antique est d'abord rapporté par des chroniqueurs extérieurs, notamment par Tacite. Toutefois, les mythes qui lui sont associés se retrouvent principalement dans les Eddas, textes scandinaves beaucoup plus tardifs rédigés et compilés aux alentours du XIIIe siècle, soit quelques siècles après la christianisation officielle des derniers royaumes vikings et la Völuspá.
D'après ces textes scandinaves, Thor est le plus puissant des dieux guerriers. Symbolisant la force, la valeur, l'agilité et la victoire, il utilise la foudre et apaise ou excite les tempêtes. Ses pouvoirs sont ainsi liés au ciel. Il possède un char tiré par deux boucs qui lui permet de traverser les mondes. Son attribut le plus célèbre est son marteau Mjöllnir, avec lequel il crée la foudre, et qui lui permet d'être le protecteur des dieux et des hommes face aux forces du chaos, comme les géants, qu'il abat régulièrement et dont il est le pire ennemi. En tant que dieu de l'orage, il apporte la pluie, ce qui fait également de lui une divinité liée à la fertilité. Il est le fils d'Odin et de Jörd, et a pour épouse la déesse aux cheveux d'or Sif.

## Nom

### Étymologie

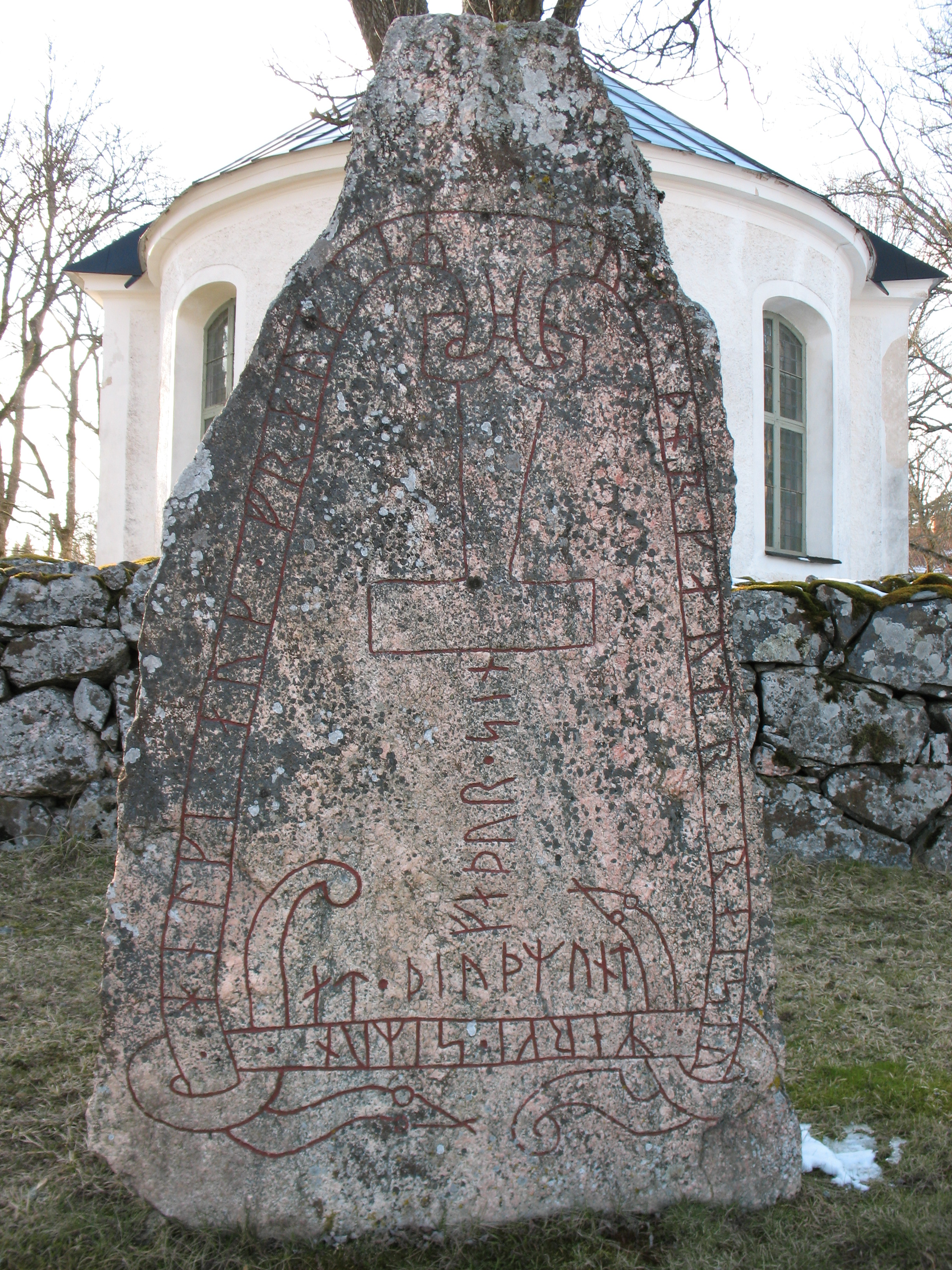
Pierre runique de Södermanland, (Suède) portant une représentation du marteau de Thor.

La forme Thor est la graphie courante pour désigner le dieu nordique, mais c'est également un anthroponyme. La graphie norroise usuelle est Þórr, runique ᚦᚢᚱ (þur). Il s'agit aussi du mot norrois désignant le tonnerre : þórr, d'un plus ancien þónr « tonnerre ». Au même titre que les mots du germanique occidental (vieux saxon thuner ; anglo-saxon þunor > anglais thunder ; vieux haut allemand thonar, donir, donar > allemand Donner signifiant tous « tonnerre »), il procède du germanique commun  *þonaroz ou *þunraz qui veut dire « tonnerre »,. Ce théonyme est basé sur une racine indo-européenne hypothétique  *(s)ten-, *(s)tenh₂- > *terh2- « traverser jusqu’à son terme », qui entre dans un réseau composé de deux autres racines impliquant l'idée de « frapper », *perh2- « frapper en franchissant » et *kerh2- « donner des coups », que les poètes ont constitué par changement de la consonne initiale.

### Surnoms
Thor possède une multitude de noms qui sont mentionnés dans les Eddas et autres poèmes scandinaves. Il est plus régulièrement surnommé Asa-Thor, surtout dans la Gylfaginning de l'Edda en prose de Snorri Sturluson. Du vieil islandais Ása-Þórr, il signifie littéralement « Thor-des-Ases » soit « Thor, qui appartient à la race des dieux Ases ». Il est également surnommé Aka-Thor (vieil islandais Aka-Þórr). Le verbe aka signifie « conduire », « se déplacer » (en char, en chariot, etc.), ce qui est pertinent pour un dieu qui conduit un char tiré par deux boucs.
Le kenning (au pluriel, kenningar) est une figure de style propre à la poésie scandinave qui consiste à remplacer un mot, ou le nom d'un personnage ou d'une créature par une périphrase. Au chapitre 11 de la partie Skáldskaparmál de l'Edda de Snorri, l'auteur révèle les kennings qui peuvent désigner Thor (Þórskenningar) ; « Fils d'Odin et de Jörd, Père de Magni et Módi et Thrúdr, Mari de Sif, Beau-Père d'Ullr, Manieur et Propriétaire de Mjöllnir et de la Ceinture de Force, et de Bilskirnir, Protecteur d'Ásgard et de Midgard, Adversaire et mort des Géants et Femmes-Trolls, Bourreau de Hrungnir, de Geirrödr et de Thrívaldi, Maître de Thjálfi et Röskva, Ennemi du Serpent de Midgard, Fils adoptif de Vingnir et Hlóra ».

## Caractéristiques

### Famille et résidence
D'après les Eddas, Thor est le fils du dieu souverain Odin et de la personnification de la Terre Jörd. Il est l'époux de Sif, avec laquelle il eut deux enfants, Modi et Thrúd. Avec sa maîtresse, la géante Járnsaxa, il eut Magni. Thor a aussi un beau-fils, le dieu Ull, qui est l'enfant de Sif, mais son père n'est pas mentionné dans les textes préservés.
Thor vit avec sa famille dans une résidence nommée Bilskirnir (« Éclat scintillant »), située dans le royaume de Þrúðheimr (« Séjour de la force ») ou Þrúðvangr (« champ(s) de force »), qui contient 540 pièces. Ce manoir est le bâtiment le plus grand qui existe.

### Attributs et fonctions
Thor est un très puissant guerrier, d'une force colossale et inégalée. Sa ceinture magique, appelée Megingjord, augmente encore sa force. Il possède un marteau de guerre à manche court appelé Mjöllnir qui revient toujours à la main de Thor lorsqu'il le lance. Ce marteau crée également les éclairs. Pour manipuler son manche il utilise des gants de fer appelés Járngreipr. Mjöllnir est l'arme principale de Thor lorsqu'il combat les géants. Ce marteau de forme unique, est devenu un ornement très populaire durant l'Âge des Vikings, et fut porté en pendentif.

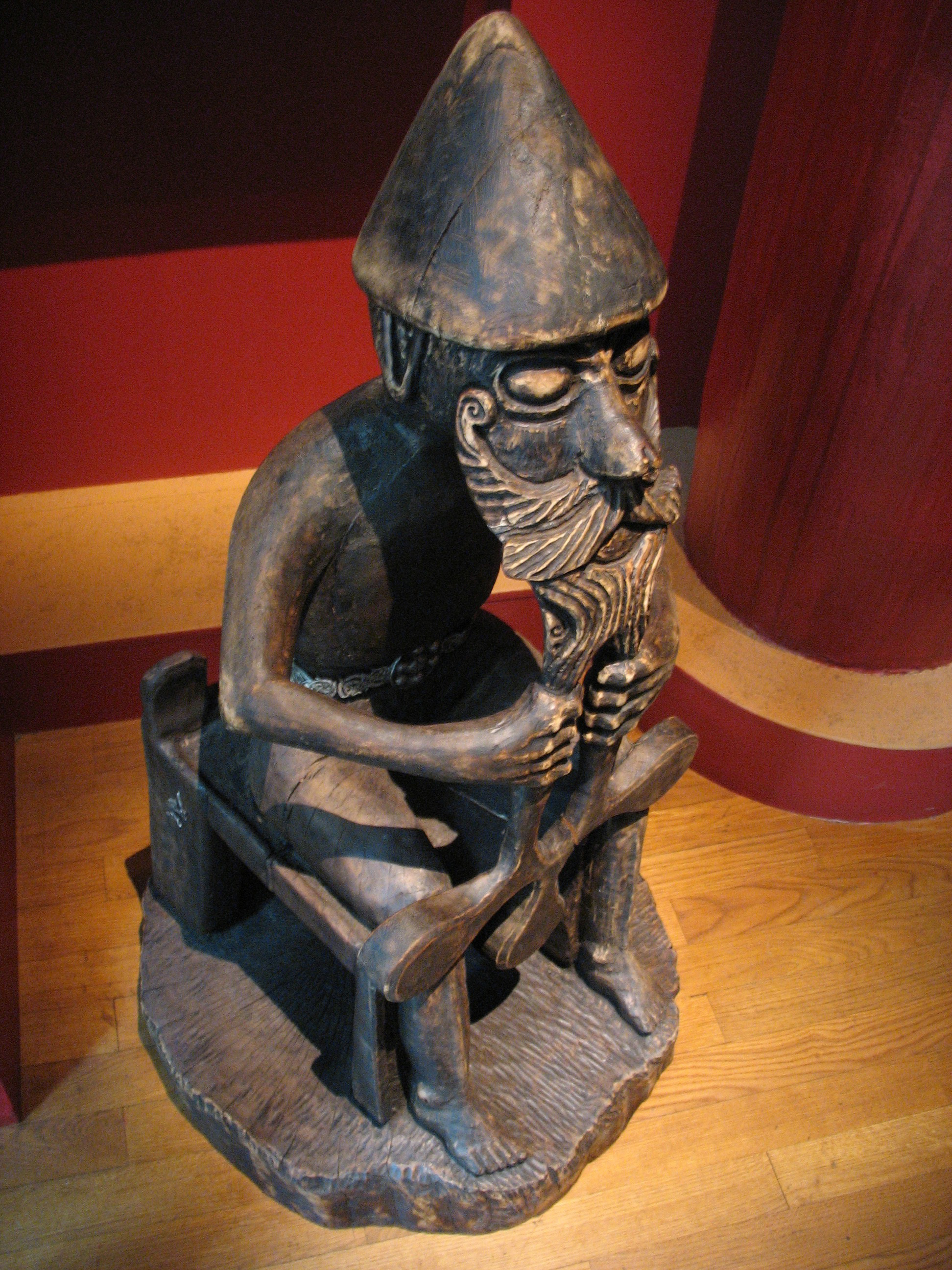
Thor, reproduction d'une figure islandaise en bois, ca. année 1000.

Thor traverse le ciel à l'aide de son char, tiré par deux boucs nommés Tanngrisnir et Tanngnjóstr (« Dents grinçantes » et « Dents étincelantes »). Il voyage avec son servant et messager Thjálfi ainsi que la sœur de ce dernier, Roskva. L'Edda de Snorri relate que Thor peut faire rôtir ses boucs lorsqu'il a faim puis bénir les ossements et peaux avec Mjöllnir afin de les ressusciter pour qu'ils reprennent leurs fonctions. Cependant, les os ne doivent pas avoir été cassés.
Thor est l'ultime défenseur de Midgard et le gardien des dieux et des hommes contre les géants. C'est pourquoi il est l'un des dieux les plus vénérés. Thor est le dieu de l'orage (et donc par extension, de la fertilité) et de la force guerrière.

## Culte ancien

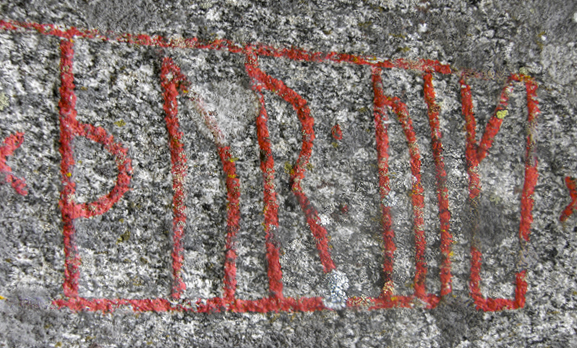
Runes ᛭ᚦᚢᚱ᛬ᚢᛁᚴᛁ᛭ × þur : uiki × sur la pierre runique de Velanda (Suède), signifiant que « Þórr puisse consacrer ».

Thor était le plus populaire des dieux nordiques. Il était le dieu préféré des humbles et c'était également à lui que les jeunes mariés demandaient la bénédiction[réf. nécessaire]. Thor, avec son marteau Mjöllnir, est le protecteur des forgerons, des artisans et des paysans[réf. nécessaire].
Sa fréquence dans les noms de personnes et ceux de lieux symbolise son immense popularité. À Uppsala, Adam de Brême le montre à la place d'honneur. Ses attributs débordent largement le cadre des fonctions guerrières. Il est le protecteur des cheptels et des récoltes. Son marteau, Mjöllnir, n'est pas seulement un instrument de destruction, mais c'est l'instrument avec lequel le dieu consacre la solennité d'une assemblée, d'un rite. C'est sans doute pour cette raison que nombre d'inscriptions runniques se terminent par la formule : « que Thor consacre ces runes ».
Pour Hilda Ellis Davidson, le culte de Thor était lié à l'habitation et aux possessions des hommes, et au bien-être de la famille et de la communauté. Cela comprenait la fécondité des champs, et Thor, bien que représenté principalement comme un dieu de la tempête dans les mythes, était également préoccupé par la fertilité et la préservation de la saison saisonnière. « À notre époque, de petites haches en pierre d'un passé lointain ont été utilisées comme symboles de fertilité et placées par l'agriculteur dans les trous pratiqués par le semoir pour recevoir la première graine du printemps. Le mariage de Thor avec Sif aux cheveux d'or, dont nous entendons peu parler dans les mythes, semble être un souvenir de l'ancien symbole du mariage divin entre le dieu du ciel et la déesse de la terre, quand il vient sur terre dans l'orage et que la tempête amène la pluie qui rend les champs fertiles. De cette façon, Thor, ainsi qu'Odin, peuvent être vus pour continuer le culte du dieu du ciel qui était connu à l'âge du bronze. »

## Témoignages littéraires

### Extérieurs au monde scandinave

#### Chez Tacite
Les Germains et leurs croyances sont mentionnés en premier lieu dans les récits romains. La Germanie de Tacite, texte ethnologique rédigé vers l'an 98, témoigne vraisemblablement de la plus ancienne mention préservée du dieu Thor chez les Germains. Par interpretatio romana, Tacite substitue le nom germanique de Thor à celui de Hercule. On lit au chapitre 1 de la partie 9 :

« C'est Mercure qu'ils vénèrent le plus. Pour se le concilier, ils vont jusqu'à lui sacrifier certains jours des êtres humains et trouvent cela conforme aux lois divines. Quant à Hercule et Mars, ils les apaisent en leur offrant les animaux requis pour ce rite. »

— La Germanie, IX, 1
Mercure correspond alors au dieu Odin, Hercule à Thor et Mars à Týr.

#### Chez Adam de Brême

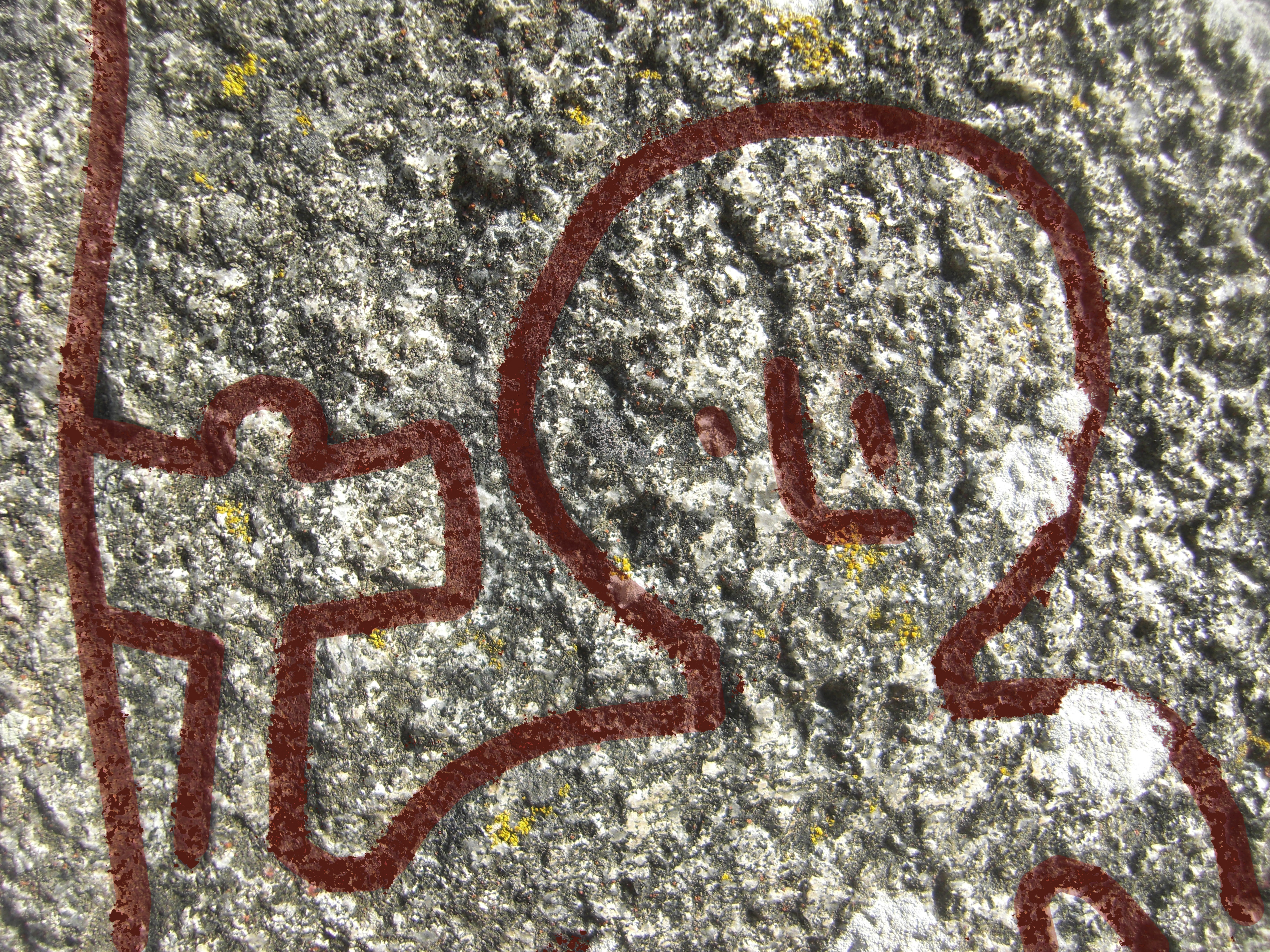
Détail de la représentation de Thor sur la pierre runique d'Altuna (Uppland) vers 1161.

Le dieu Thor est mentionné par le chroniqueur chrétien allemand Adam de Brême dans sa Gesta Hammaburgensis ecclesiae pontificum rédigée pendant la deuxième moitié du XIe siècle.

« On dit qu'il gouverne l'air qui commande au tonnerre et à l'éclair, les vents et les averses, le beau temps et les fruits de la terre [...] Thórr, avec son sceptre, semble représenter Jupiter. »

— Gesta Hammaburgensis ecclesiae pontificum, IV, 26
Ceci confirme la place de Thor au-delà de sa fonction guerrière ; c'est aussi un dieu de la fécondité. Ce passage est également un exemple d'interpretatio germanica faisant de Thor l'équivalent du Jupiter romain (cf. infra).

#### Chez Wace
Thor apparaît bien dégradé en Normandie, puisqu'il est réduit à une sorte de lutin domestique chez Wace, poète normand du XIIe siècle, qui raconte que l'archevêque de Rouen, Mauger, possédait un petit lutin privé Toret (« petit Thor ») qui venait uniquement à son appel et qu'on pouvait entendre, mais pas voir.
| Plusors distrent por vérité Ke un deable aveit privé, Ne sai s'esteit lutin u non, Ne sai ni sa façon, Toret se fesait apeler E toret se fesait nomer. Et quant Maugier parler voleit Toret apelout, si veneit, Plusors les poeient oïr, Maiz nus d'els nes poet véir.— Wace, Roman de Rou, vers 971-972 | Plusieurs tiennent pour vérité qu'il avait un diable domestique, Je ne sais si c'était un lutin ou non, ne sais rien de son apparence; il se faisait appeler Toret, Toret se faisait nommer. Et quand Mauger voulait lui parler, il appelait Toret, et celui-ci venait, Plusieurs purent les entendre, mais aucun d'entre eux ne put les voir.— Wace, Roman de Rou, traduction |

### Dans les textes scandinaves tardifs

#### Edda Poétique

##### Alvíssmál

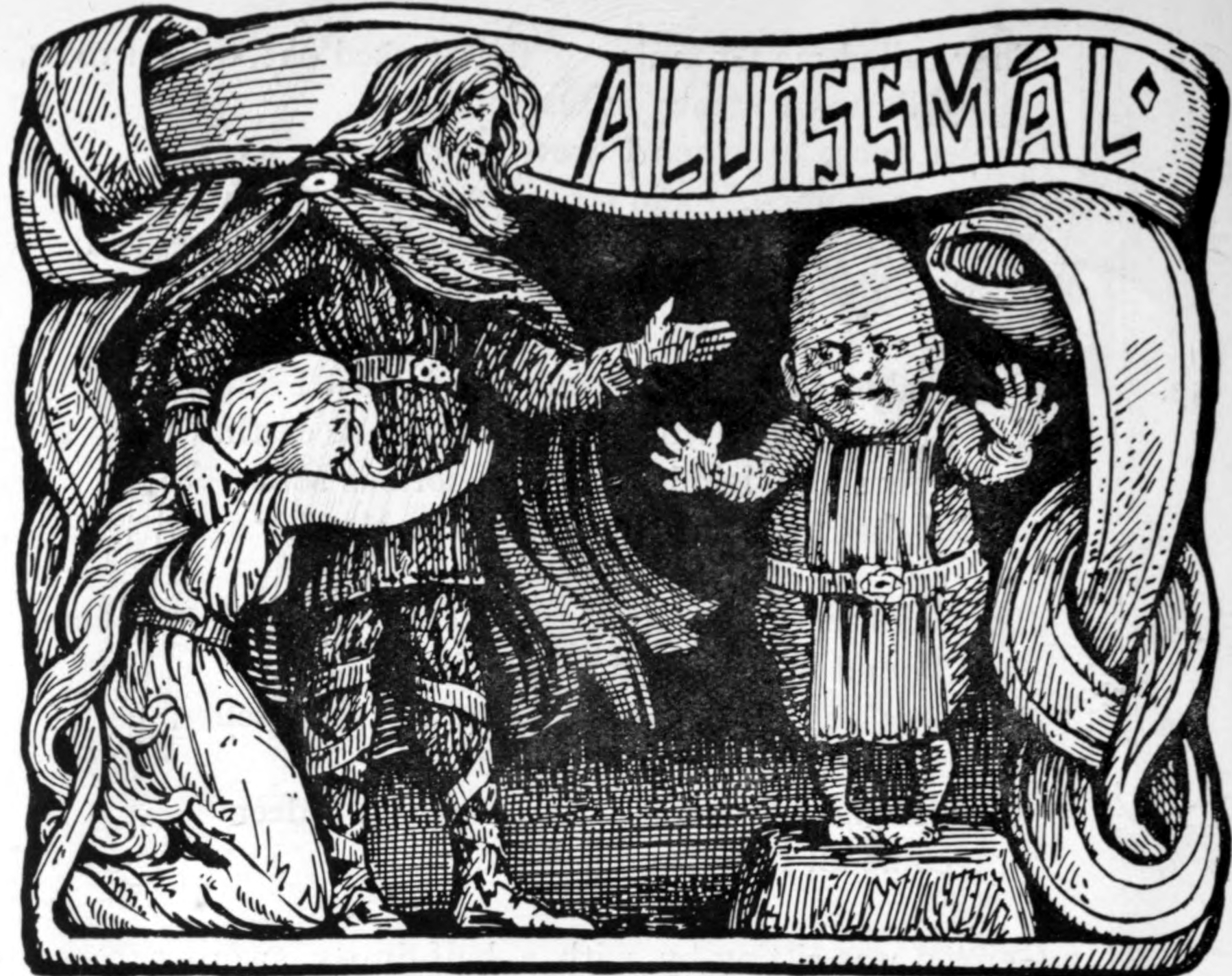
Alvíss répond à Thor, illustration de W. G. Collingwood (1908).

L'Alvíssmál est un poème didactique, similaire à un autre poème eddique, les Vafþrúðnismál, puisqu'il met en scène deux personnages mythiques jouant aux jeux de questions et réponses sur les mondes. Ici on comprend que la fille de Thor est promise à Alvíss, un nain. Alors Thor, qui s'oppose au mariage, lui explique qu'il n'aura son consentement que s'il parvient à répondre à toutes ses questions sur les mondes. À priori, le nain répond correctement à chacune des questions, mais Thor a réussi sa ruse pour se débarrasser du nain, le dieu révèle à la dernière strophe que le Soleil s'est levé. Le nain Alvíss finit donc pétrifié par la lumière du Soleil.
Dans ce poème, le rôle de Thor est surprenant. Ici, il règle son problème par un subterfuge, une ruse, qui n'est pourtant pas à son habitude. En effet, dans les autres mythes, le dieu tonnant se contente de se débarrasser de ses ennemis par la force ou la menace.

##### Grímnismál
Il est rapidement fait référence à Thor dans les Grímnismál lorsque le dieu Odin décrit les demeures célestes à son fils adoptif Agnarr. Il explique à la strophe 4 que Thor réside dans le royaume de Thrǘdheimr (« Séjour de la force », c'est là où se situe sa résidence Bilskirnir), et qu'il y restera jusqu'à la fin du monde ; le Ragnarök.

##### Hárbarðsljóð

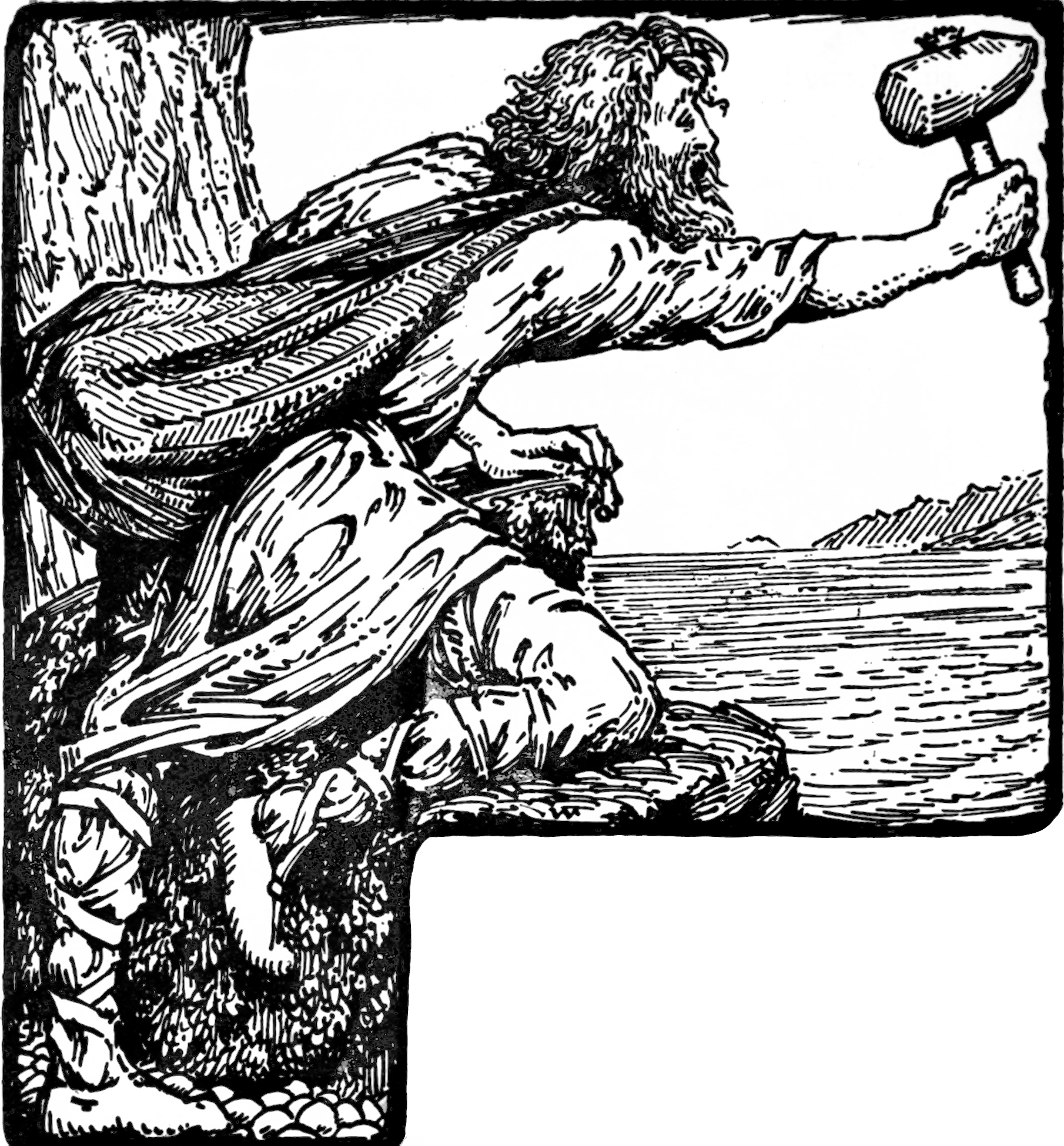
Thor menace Barbe Grise, illustration de W. G. Collingwood (1908).

Le Hárbarðsljóð est introduit par un court texte en prose qui situe la scène. Thor arrive du monde des géants à un détroit et aperçoit un passeur avec son bateau sur l'autre rive.
Les vers commencent lorsque Thor demande au passeur de se présenter et la réponse de ce dernier l'introduit dès le départ en personnage sarcastique, voire insultant. Thor demande de lui faire passer le détroit en échange d'un repas, mais le passeur lui répond par des insultes, et lui dit qu'il s'appelle Hárbardr (« Barbe Grise », qui est un des noms d'Odin, ainsi il s'agit sans doute du dieu Odin dissimulé sous une autre apparence et qui se moque de Thor). S'ensuit une série d'échanges, où Hárbardr vante ses prouesses sexuelles, et ses capacités magiques et tactiques, en demandant au fur et à mesure ce que Thor a fait en ce temps. Thor répond successivement en contant ses aventures où il tua des géants et protégea les mondes des dieux (Ásgard) et des hommes (Midgard). Après l'avoir insulté tout ce temps, Hárbardr dit à Thor de faire un détour s'il veut passer, puis il le maudit.
L'humour parfois grossier est très présent dans certains textes mythologiques, le Hárbarðsljóð n'est donc pas une exception. S'y contraste Thor, franc, naïf et malhabile, et le rusé et raffiné Odin. Ce poème retranscrit fidèlement les personnalités de ces dieux et témoigne de la manière très humaine et familière dont les percevaient les Vikings.

##### Hymiskviða

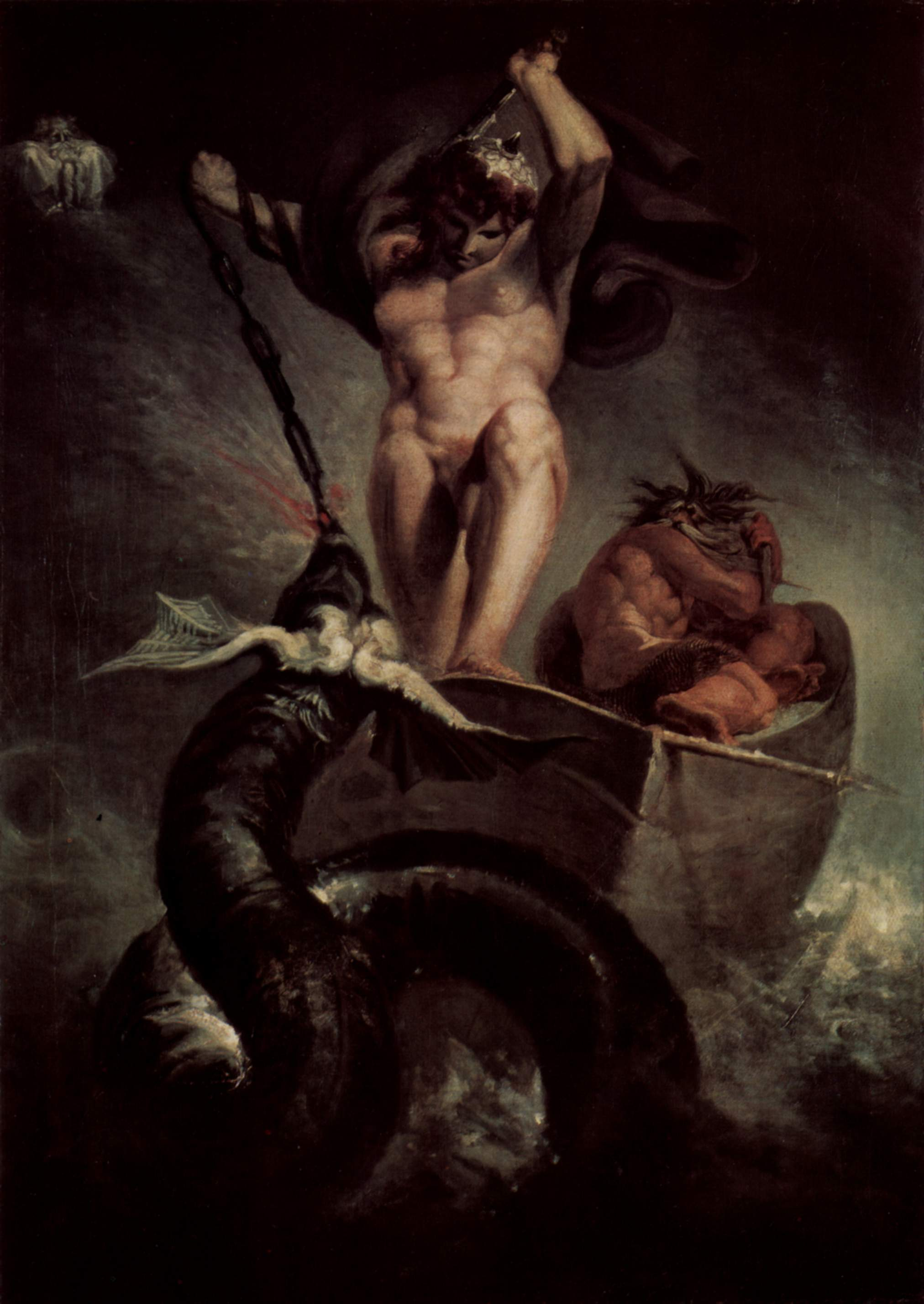
La bataille de Thor et du serpent de Midgard, illustration de Johann Heinrich Füssli (1788).

Dans le Hymiskviða, Thor réclame un festin au géant Ægir, mais celui-ci demande alors un chaudron suffisamment grand permettant de brasser de la bière pour tous les Ases. Alors que les dieux n'en trouvent pas, le dieu Týr propose de récupérer par ruse un tel chaudron chez son père le géant Hymir. Alors Thor et Týr s'en vont chez Hymir et le géant les reçoit avec beaucoup de déplaisir. Le géant teste à plusieurs reprises la force et le courage de Thor. Ce dernier mange au diner à lui tout seul deux bœufs. Ensuite, Hymir lui propose d'aller pêcher avec comme appât une tête de bœuf. Ils rament alors en mer et le géant est réticent pour aller plus loin, et il tire à lui tout seul deux baleines. Quant à Thor il tire le serpent-monde Jörmungand et le frappe avec son marteau ce qui fait trembler la terre. Alors le serpent coule dans la mer. Hymir est mécontent et dirige le bateau vers le chemin de retour. Il doute ensuite que Thor ait la force de ramener le bateau au rivage mais le dieu le porte jusqu'à la ferme. Mais Hymir doute encore de la force de Thor et le met au défi de briser une de ses coupes. Thor jette la coupe sur le crâne de Hymir et elle se brise. Hymir accepte que Thor et Týr emportent le chaudron s'ils parviennent à le soulever. Týr tente de le soulever en vain. Alors Thor se met à l'œuvre et en traversant le plancher il réussit à soulever le chaudron puis s'en va avec. Les dieux sont rapidement poursuivis par des géants, et Thor les massacre tous avec son marteau. Il ramène le chaudron chez Ægir et depuis, chaque automne, les dieux peuvent bien boire de la bière au festin d'Ægir.

##### Hyndluljóð
Dans le Hyndluljóð, Thor est mentionné brièvement à la strophe 4 lorsque Freyja explique à la völva Hyndla que Thor lui sera toujours loyal même s'il n'aime pas les femmes de géants.

##### Lokasenna

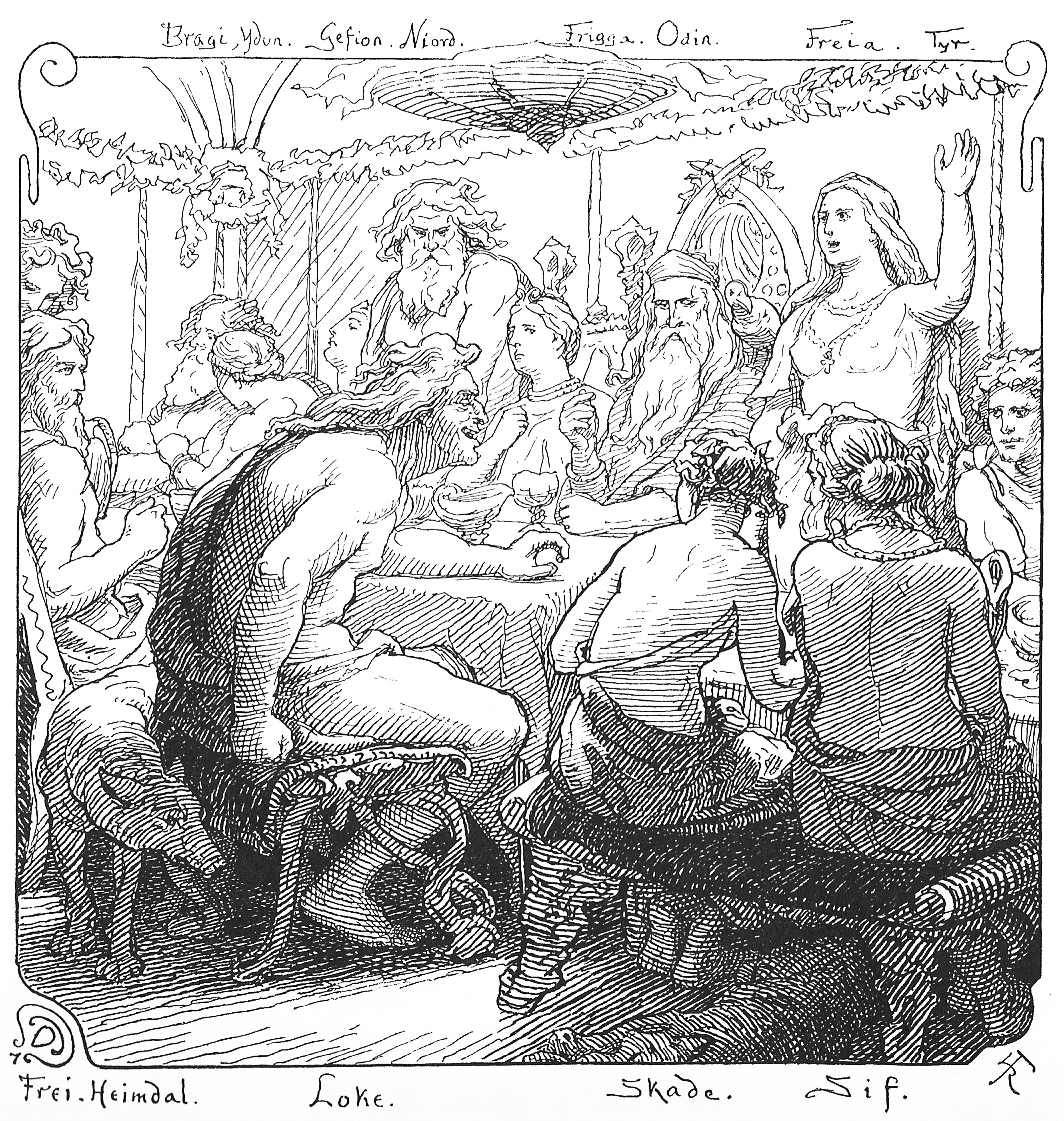
Loki se querellant avec les dieux, illustration de Lorenz Frølich (1895).

Dans la Lokasenna, l'introduction en prose explique que le géant Ægir a invité à son banquet les Ases, presque tous les dieux principaux sont présents sauf Thor car il est en expédition à l'est. Au festin, le dieu malin Loki irrité s'en prend aux dieux par une joute verbale, insultant et offensant presque chacun d'entre eux tour à tour. Ensuite à la strophe 57 survient Thor revenu de son expédition, et ce dernier menace Loki pour qu'il se taise :
| Þa com Þorr at oc qvaþ: 57. « Þegi þv, ra/g vettr! þer scal minn þrvðhamarr Miollnir mal fyr nema; herþaklett drep ec þer halsi af, oc verþr þa þino fiorvi vm farit. » | Alors Thórr survint et dit : 57. « Tais-toi, être abject, Mon puissant marteau Mjölnir, va te réduire au silence. Le rocher des épaules, Je vais te le couper à ras de la gorge Et ta vie sera révolue. » |  |

S'ensuit un échange entre les deux dieux jusqu'à la fin du poème où Thor se contente néanmoins de répondre par des menaces redondantes peu différentes de la strophe 57. Loki critique Thor parce qu'il n'aura pas le courage de combattre le loup Fenrir à la bataille prophétique du Ragnarök lorsque ce dernier engloutira Odin (Thor sera en fait occupé à combattre le serpent Jörmungand, et ils se donneront mutuellement la mort). Loki se moque également de l'expédition tournée au ridicule de Thor chez le géant Útgarða-Loki tel qu'il est raconté dans le Gylfaginning (cf. infra). Finalement, Loki impressionné par les menaces de Thor décide de sortir car il sait que Thor les mettra à exécution. Il maudit alors le banquet d'Ægir. Le poème est conclu par un texte en prose racontant l'histoire de Loki se cachant sous la forme d'un saumon dans une cascade alors que les dieux le pourchassent. Ils le capturent et lui infligent le supplice qu'il endurera jusqu'au Ragnarök, également détaillé dans le Gylfaginning.
Longtemps les spécialistes ont estimé que ce poème était d'influence chrétienne, pour le mépris qu'il montre aux divinités par le biais des insultes de Loki. Toutefois, aujourd'hui, le paganisme authentique de ce texte probablement composé vers l'an 1000 n'est plus mis en doute. Les références mythiques de Loki sont confirmées dans d'autres écrits, et ce genre parodique est classique des textes mythologiques. De plus, Thor est relativement épargné des insultes graves, l'auteur du poème ne voulait sans doute pas l'offenser.

##### Þrymskviða

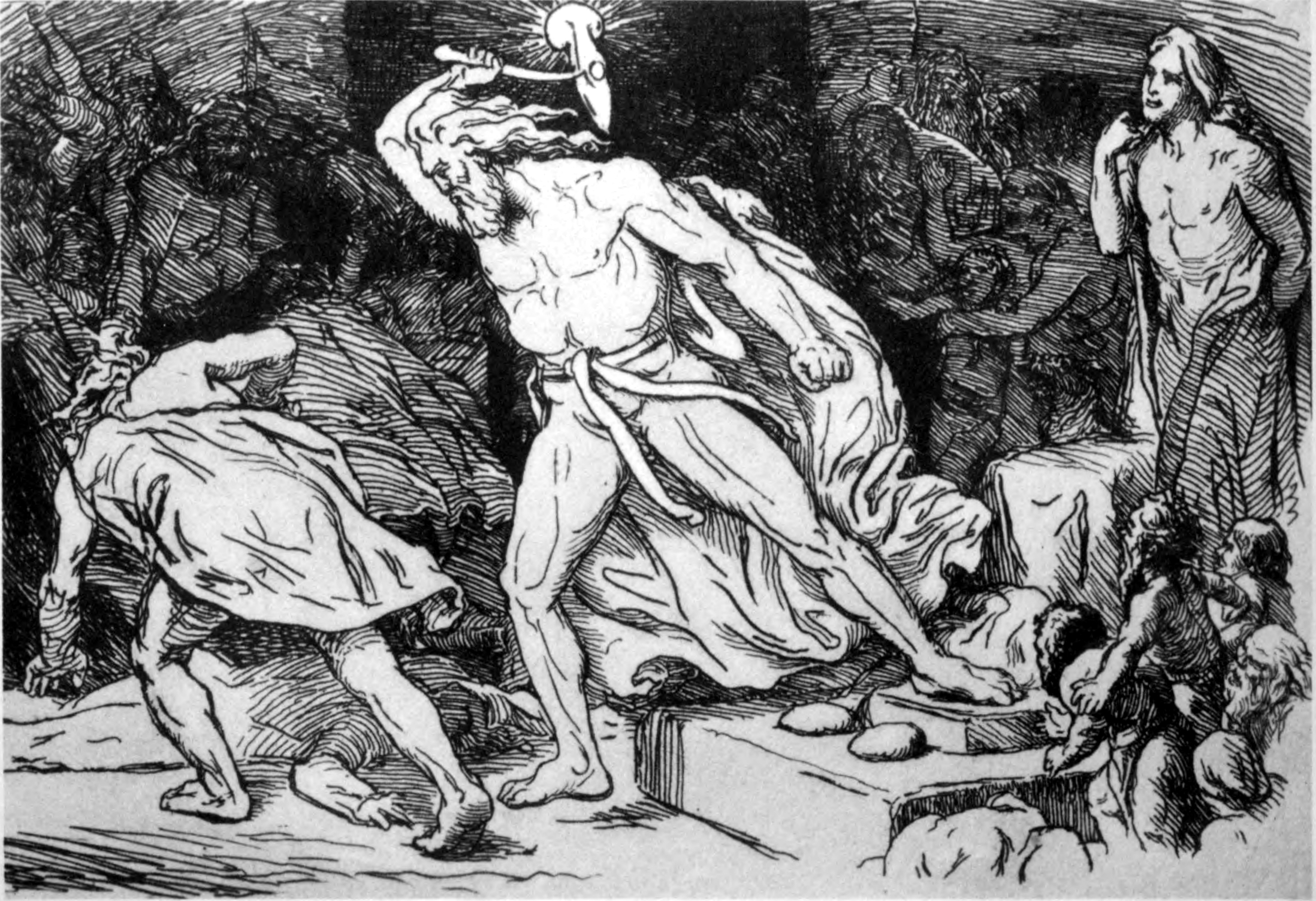
Thor abat le géant Þrymr, illustration de Viktor Rydberg (1906).

Le mythe burlesque du vol du marteau de Thor est raconté dans le poème eddique Þrymskviða. Thor se réveille et constate la disparition de son marteau Mjöllnir. Loki s'envole alors le chercher dans le monde des géants, et rencontre le géant Þrymr qui déclare l'avoir pris, et ne le rendra qu'en échange de la main de la déesse Freyja. Loki retourne en informer Thor, et Freyja furieuse refuse de se donner au géant. Le dieu Heimdall propose de travestir Thor en mariée pour tromper le géant, ce qu'il fait alors non sans réticences. Loki l'accompagne déguisé en servante. Les deux dieux sont accueillis à un banquet du géant qui est trompé par le subterfuge. Le géant remarque quelques éléments étranges dans la façon d'agir de son épouse ; elle mange et boit beaucoup plus que l'on s'y attendrait. Loki déguisé explique que c'est parce qu'elle a voyagé huit nuits de suite sans manger dans son empressement de donner sa main. Þrymr demande ensuite pourquoi elle a des yeux aussi enragés. Loki répond que c'est parce qu'elle n'a pas dormi pendant huit nuits dans son empressement pour donner sa main. Þrymr ordonne qu'on lui apporte le marteau pour consacrer la fiancée, alors Thor s'en empare, jette son déguisement et tue Þrymr avant de massacrer toute sa famille.
Si le thème du poème émane sans doute d'un mythe authentique, cette version rédigée au XIIIe siècle, sans doute par Snorri Sturluson, trahit son christianisme par son ton satirique, amusé de la goinfrerie et de la brutalité de Thor, sans toutefois être méprisant.

##### Völuspá
Dans le fameux poème Völuspá qui décrit en détail les évènements de la bataille prophétique du Ragnarök pendant laquelle la majorité des dieux périssent, Thor est mentionné à la strophe 56 par le kenning « glorieux fils de Hlódyn ». La strophe mentionne son combat contre le serpent de Midgard Jörmungand, où épuisé après le combat il recule de neuf pas sans honte. Il est précisé dans l'Edda de Snorri qu'il abat le serpent avant de succomber après neuf pas au venin du monstre (cf. infra).

#### Edda de Snorri
L'Edda de Snorri est un récit en prose de la mythologique nordique rédigé au XIIIe siècle par le diplomate islandais et chrétien Snorri Sturluson. L'auteur s'est inspiré des mythes racontés dans les poèmes eddiques et scaldiques, dont il cite régulièrement des vers, ainsi que de la tradition orale toujours présente malgré la conversion officielle de l'Islande quelques siècles plus tôt en l'an 1000. Si certains mythes racontés dans l'Edda de Snorri sont connus ailleurs, d'autres ne le sont pas ainsi son œuvre est-elle le seul témoin de ces légendes. Se pose alors parmi les spécialistes la question de la véracité de ces récits, de leur influence chrétienne, d'inventions de l'auteur, ou de témoignages fidèles des croyances pré-chrétiennes. Quoi qu'il en soit, cette œuvre tardive demeure une source incontournable, et la plus complète que nous ayons, de la mythologie nordique.

##### Prologue
Le Prologue de l'Edda de Snorri est un compte rendu évhémériste de la mythologie nordique, où les dieux sont en fait des hommes venus de Troie. D'un point de vue mythologique, ce prologue n'est pas à prendre au sérieux puisqu'il s'agit d'une invention de l'auteur.
Snorri Sturluson explique qu'à Troie il y avait douze royaumes gouvernés par des rois, dont l'un appelé Múnón épousa Tróán qui était la fille du haut-roi Priam. De leur union naquit Trór, que nous connaissons sous le nom de Thor. L'enfant fut élevé chez le duc Lóríkus à Thrace. L'enfant avait les cheveux blonds, et à 12 ans il avait toute sa force d'homme. Il tua ses parents adoptifs et prit pour lui le royaume de Thrace, que l'on appelle Thrǘdheimr. Il conquit de nombreuses terres et vainquit le plus grand des dragons. Il épousa la prophétesse Síbil que nous connaissons sous le nom de Sif, qui était la plus belle de toutes les femmes, et avait des cheveux d'or. Avec elle il eut pour fils Lóriði puis 17 générations de descendants jusqu'à Vóden, que l'on connait sous le nom d'Odin. Odin et ses fils migrèrent vers l'Europe, et sont les ancêtres des dynasties royales scandinaves.

##### Gylfaginning
La première partie de l'Edda de Snorri, appelée la Gylfaginning, met en scène le roi de Suède Gylfi qui voyage au monde des dieux, dissimulé sous le nom de Gangleri. Il est accueilli par trois personnages assis sur un trône, Hár, Jafnhár et Þriði (Haut, Aussi Haut et Troisième) qui se soumettent volontiers à ses questions, lui expliquant la cosmogonie et les aventures des dieux.

##### Présentations

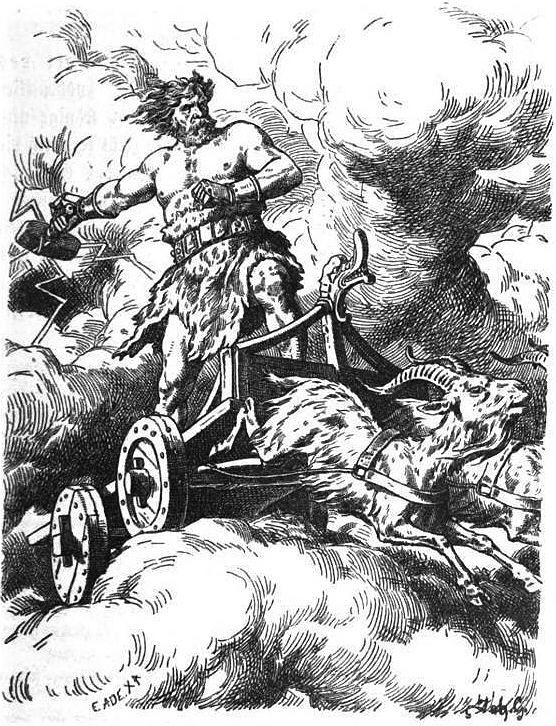
Thor, illustration de Johannes Gehrts (1901).

La première mention de Thor dans la Gylfaginning se trouve au chapitre 9. Après la création de la Terre et du premier couple d'hommes par Odin, le texte explique qu'Odin épouse la Terre pour engendrer Thor :

« La terre était sa fille, et aussi sa femme ; ce fut d'elle qu'il eut le premier de ses fils, à savoir Asa-Thor, chez qui la force et la vigueur étaient innées - c'est pourquoi il triomphait de tous les êtres vivants. »

— Gylfaginning, chapitre 9
Au chapitre 15, on comprend que les dieux empruntent le pont arc-en-ciel Bifröst pour se rendre au conseil des Ases à Ásgard. Thor doit faire le chemin à pied puisqu'il est trop lourd pour emprunter le pont.
À partir du chapitre 20 sont présentés tous les dieux principaux du panthéon nordique. Thor est le deuxième dieu à être présenté après Odin, au chapitre 21, ce qui témoigne de son importance. Il y est décrit comme « le plus éminent » des Ases et « le plus fort de tous les dieux et de tous les hommes ». Il possède une halle de 640 travées, Bilskirnir, le plus grand bâtiment connu. Ce chapitre explique également que Thor possède un char tiré par deux boucs, Tanngrisnir et Tanngnjóstr. Il possède aussi trois objets précieux, le marteau Mjöllnir avec lequel il a tué maints géants, une ceinture de force qui double sa force lorsqu'il la porte, et des gants de fer sans lesquels il ne pourrait pas saisir le manche de son marteau. Thor a accompli tellement de hauts faits qu'il serait impossible de les énumérer tous.
Au chapitre 29, on apprend que le dieu Vidar serait « presque aussi fort que Thor ». La Terre est personnifiée en la déesse Ase Jörd au chapitre 36, lorsqu'il est précisé qu'elle est la mère de Thor.

##### Le géant maître-bâtisseur
Au chapitre 42 de la Gylfaginning, un maître-bâtisseur se présente aux dieux aux débuts des temps et propose de leur construire une forteresse en seulement trois semestres, ce qui les protégera des géants. Il demande alors comme payement la déesse Freyja, le Soleil et la Lune à condition qu'il réussisse son exploit. Les dieux acceptent, pensant qu'il ne réussira pas. Mais l'étranger, avec l'aide de son cheval Svadilfari, entame la construction à une vitesse impressionnante. Inquiets qu'il réussisse sa prouesse, les dieux tiennent conseil et forcent Loki à empêcher l'étranger de finir son travail à temps. Loki se transforme en jument en rut pour distraire le cheval de l'étranger l'empêchant par ce biais d'accomplir à temps son gage. Pris de fureur, le maître-bâtisseur révèle sa véritable identité de géant. Les dieux invoquent Thor qui lui fracasse le crâne avec son marteau.

##### Útgarða-Loki

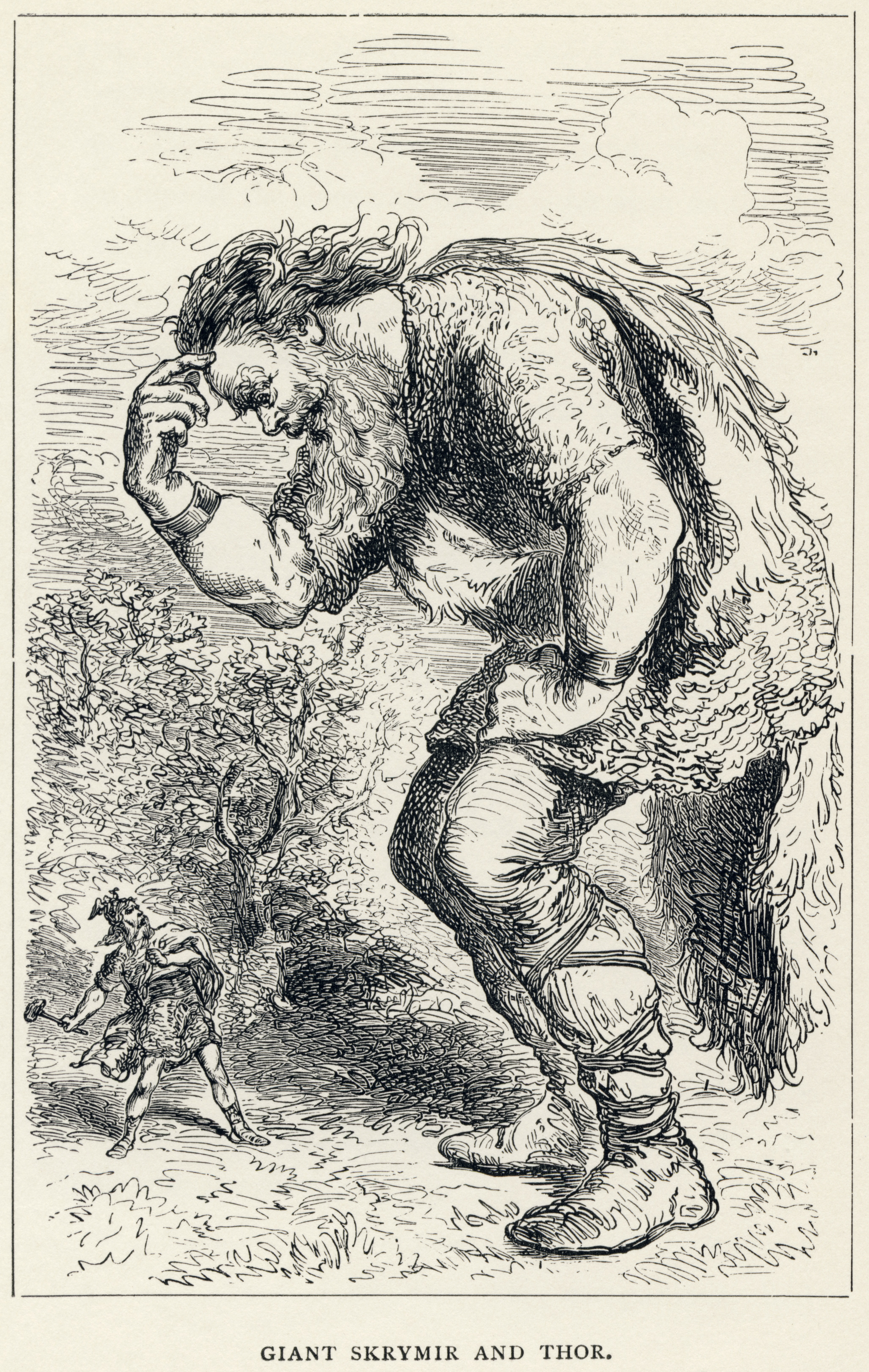
Dessin réalisé par Louis Huard montrant Thor et le géant Skrymir, autre nom pour Útgarða-Loki.

Les chapitres 44 à 47 de la Gylfaginning racontent la légende de Thor chez le roi géant Útgarða-Loki. Gangleri demande à Hár, Jafnhár et Þriði qu'ils lui révèlent une histoire où Thor a été dominé par la force ou la magie. D'abord réticents, ils s'y résignent. Thor et Loki sont reçus par un paysan pour la nuit. Les boucs de Thor servent de repas mais Thjálfi, le fils du paysan, casse un os pour récupérer la moelle. Le lendemain matin, Thor bénit les restes des boucs qui ressuscitent, mais l'un d'entre eux boite. Furieux, il accuse les paysans d'avoir cassé un os. Terrifiés, ils acceptent de lui donner en compensation leurs deux enfants comme servants, Thjálfi et Roskva.

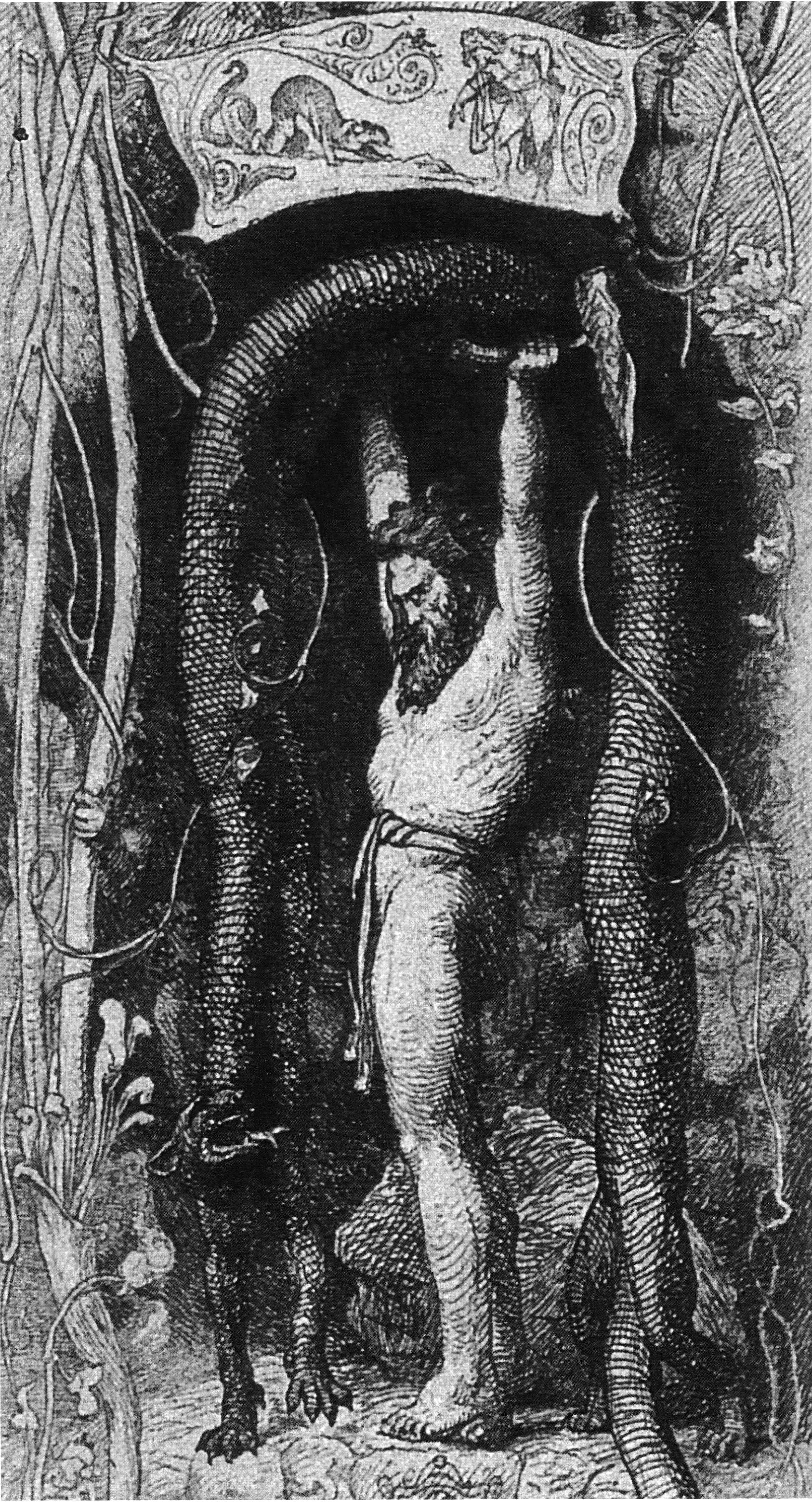
Thor tente de soulever Jörmungand sous la forme d'un chat (1872).

Au chapitre 45, la troupe part en expédition à Jötunheim, et ils s'installent dans une très grande maison pour la nuit. Ils découvrent le lendemain matin un géant juste dehors qui s'appelle Skrymir, et la maison dans laquelle ils ont dormi est en fait son gant. Ensuite les dieux et le géant marchent ensemble jusqu'à la prochaine tombée de la nuit. Skrymir se couche sous un chêne et propose aux autres de manger des provisions dans son sac, mais Thor ne parvient pas à dénouer les liens. Furieux il assène à trois reprises un grand coup de marteau sur la tête de Skrymir pendant son sommeil mais le géant se réveille à chaque fois en demandant respectivement si une feuille, un gland et une brindille lui sont tombés sur la tête. Puis Skrymir les laisse en précisant que s'étend plus loin le fort d'Utgard, où règne Útgarða-Loki, et où les géants sont bien plus grands. Il leur déconseille d'y aller, ou sinon de s'y comporter poliment.
Au chapitre 46 les compagnons arrivent à l'immense fort d'Utgard et se présentent au roi Útgarða-Loki qui en se moquant de leur petite taille leur demande s'ils ont quelconque talent supérieur aux autres hommes. Loki répond qu'il mange plus vite qu'aucun autre. Il se mesure alors à un certain Logi qui le défait au jeu. Thjálfi affirme qu'il est plus rapide que tous les hommes, mais il perd sa course contre un garçonnet nommé Hugi. Thor déclare qu'il est bon buveur, alors le roi lui donne une corne à boire mais Thor à bout de souffle arrive à peine à baisser le niveau de la boisson dans la corne au bout de trois traits. Riant de sa faiblesse, Útgarða-Loki propose à Thor de tenter de soulever son chat, mais le dieu parvient difficilement à soulever une de ses pattes. Furieux des moqueries du roi, Thor demande que quelqu'un se mesure à lui en lutte. Le roi lui fait alors combattre sa vieille nourrice Elli qui réussit à mettre Thor sur un genou.
Au chapitre 47, on lit que le lendemain matin le roi les accompagne à la sortie du royaume et demande à Thor s'il avait déjà rencontré d'adversaire plus puissant, ce à quoi Thor répond qu'il a effectivement subi un grand déshonneur. Alors Útgarða-Loki lui explique les illusions visuelles qu'il leur a faites subir. Il avoue qu'il était le géant Skrymir et les liens de son sac étaient de fer ensorcelé. De plus, les trois coups de marteau l'ont en fait raté et ont créé trois vallées profondes. Loki s'était battu contre le feu sauvage, et Thjálfi contre son esprit. La corne que Thor but était reliée à l'océan et le dieu but tellement qu'il a créé les marées, le chat était en fait le serpent de Midgard que Thor a quand même réussit à soulever, et enfin la vieille qu'il combattit était en fait une personnification de la vieillesse. Tous les témoins furent impressionnés et terrifiés par les prouesses des trois compagnons, qui excédaient largement leurs attentes. Furieux, Thor brandit son marteau pour frapper le géant mais celui-ci disparut ainsi que son fort.

##### Hymir

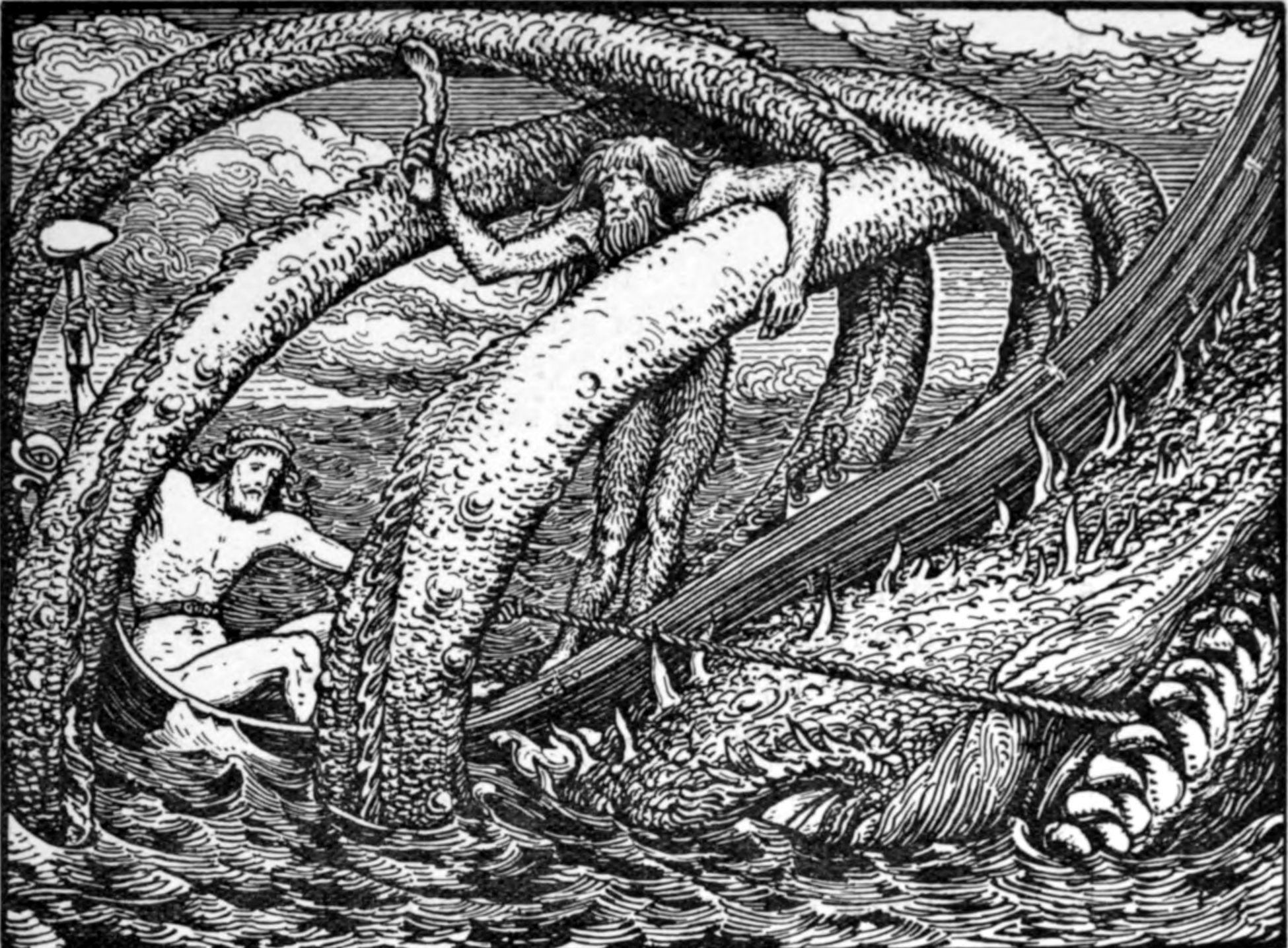
La pêche de Thor, illustration de W. G. Collingwood (1908).

Le chapitre 48 de la Gylfaginning raconte la partie de pêche de Thor avec le géant Hymir, similaire au poème eddique Hymiskviða (cf. supra) mais avec des différences notables. Thor, sous l'apparence d'un jeune garçon, va chez le géant Hymir qui l'accueille pour la nuit. Le lendemain, Thor accompagne le géant pêcher, bien que ce dernier doute des compétences d'un garçon pour la pêche en haute mer. Thor insiste, et prend comme appât la tête d'un bœuf qu'il a arrachée de ses propres mains. Les deux protagonistes rament en haute mer à une vitesse prodigieuse. Alors, Hymir s'inquiète que le bateau est emmené trop loin au large, ce qui est dangereux à cause du serpent de Midgard, Jörmungand. Mais Thor insiste malgré la crainte du géant. Thor jette l'hameçon en mer et attrape Jörmungand. En tirant furieusement la ligne, les deux pieds de Thor traversent le bateau. Terrifié, le géant Hymir coupe la ligne de pêche quand Thor s'apprête à frapper le monstre de son marteau. Alors, Thor frappe le géant, le propulsant ainsi par-dessus bord, puis il rentre à pied.

##### Meurtre de Baldr
Au chapitre 49 de la Gylfaginning on apprend les circonstances du meurtre du dieu Baldr par une ruse de Loki. Le cadavre du dieu est brûlé en mer sur son bateau. Avec son marteau, Thor consacre le bûcher. À ce moment, le nain Lit court à ses pieds, alors le dieu tonnant lui donne un coup de pied, le projetant ainsi dans les flammes. Loki empêche ensuite par ruse que Baldr revienne du monde des morts. Le chapitre 50 explique la capture du dieu Loki et le châtiment qui s'ensuit, dont les causes sont toutefois différentes de celles du poème eddique Lokasenna (cf. supra). Avec les dieux à sa poursuite, Loki se métamorphose en saumon et se dissimule dans une rivière. Les dieux utilisent un filet de pêche et remontent puis descendent le fleuve pour l'attraper, avec Thor tenant une extrémité et tous les autres dieux l'autre. Mais Loki leur échappe en sautant par-dessus le filet. Les dieux recommencent mais avec Thor marchant au milieu de la rivière. Cette fois, lorsque Loki saute, Thor attrape fermement sa queue, et depuis tous les saumons ont un corps mince à l'arrière. Les Ases emportent ensuite Loki dans une caverne. Ils prennent aussi les fils de Loki, Vali et Narfi, et métamorphosent le premier en loup qui dévore alors le deuxième. Avec les boyaux de Narfi, ils lient Loki à trois pierres et attachent un serpent venimeux au-dessus afin que son venin lui dégoutte sur le visage. La femme de Loki, Sigyn, reste à ses côtés avec une cuvette pour rassembler les gouttes mais dès qu'elle se retourne pour la vider le venin coule sur le visage de Loki lui causant tellement de douleur qu'il en résulte les tremblements de terre. Le dieu malin est ainsi condamné à ce supplice jusqu'au Ragnarök, quand toutes les chaînes se briseront.

##### Ragnarök
Le Ragnarök, raconté au chapitre 51 de la Gylfaginning, est une prophétique fin du monde où s'affrontent tous les dieux et les hommes face à Loki, les géants et toutes les forces du chaos. Presque tous les dieux périssent. Odin affronte le loup Fenrir et est englouti, et Thor ne peut pas lui venir en aide puisqu'il combat le serpent de Midgard Jörmungand. Le dieu tue le monstre et fait neuf pas avant de succomber à son tour à cause du venin du serpent. Ceci est également mentionné dans la Völuspá (cf. supra).
Le chapitre 53 explique les étapes du renouveau après cette fin du monde, et on lit que les fils de Thor, Modi et Magni, survivent et sont en possession de son marteau Mjöllnir. Ceci est également précisé à la strophe 51 du poème eddique Vafþrúðnismál, toutefois Thor n'y est pas mentionné.

#### Skáldskaparmál
Dans la deuxième partie de l'Edda de Snorri intitulée le Skáldskaparmál, le géant Ægir est accueilli à un festin des Ases. Le dieu Bragi lui raconte alors des aventures des dieux. Au chapitre 1, on apprend que Thor est parmi les douze Ases participant au banquet.

##### Hrungnir

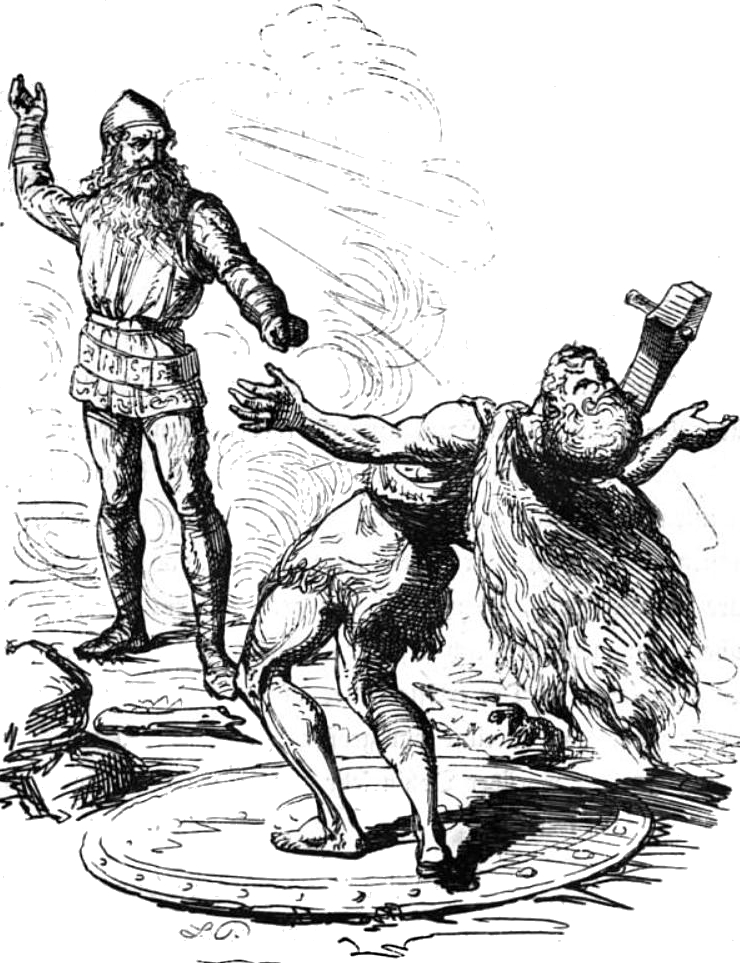
Thor et Hrungnir, illustration de Rudolf Friedrich (1872).

Le chapitre 3 raconte l'histoire d'Odin qui attire le géant Hrungnir jusqu'au royaume des dieux, Ásgard, alors que Thor est à l'est pour tuer des trolls. Les dieux invitent Hrungnir à leur banquet. Ivre, le géant insulte et menace les dieux qui invoquent Thor. Le géant et Thor conviennent d'un rendez-vous pour se battre car Hrungnir n'était pas armé. Inquiets à l'idée de perdre le plus fort des leurs, les géants créent un énorme homme d'argile appelé Mokkurkalfi, avec qui Hrungnir accueille Thor, accompagné pour sa part de son servant Thjálfi. Ce dernier avertit le géant que Thor l'attaquera par-dessous terre. Alors Hrungnir place son bouclier de pierre sous ses pieds, mais Thor arrive en fait par devant et lui lance son marteau. En réponse le géant lui lance sa pierre à aiguiser et un morceau se fiche dans la tête de Thor, tandis que son marteau fracasse la tête du géant. Le géant tombe sur Thor, l'emprisonnant, pendant que Thjálfi abat l'homme d'argile. Ensuite, les Ases tentent de dégager Thor, mais seul son fils Magni, âgé de trois nuits, y parvient. La sorcière Groa essaie de retirer par magie le morceau de pierre à aiguiser fiché dans le crâne de Thor, mais en vain. Depuis ce jour, il est interdit de jeter des pierres à aiguiser sur le sol car elles résonneraient dans le fragment fiché dans la tête du dieu tonnant.

##### Geirröd
Au chapitre 4, Loki volant sous la forme d'un faucon est capturé par le géant Geirröd. Ce dernier haïssant Thor, exige que Loki le leurre chez lui. Loki accepte d'emmener Thor dans ce piège en échange de sa vie. Loki convainc Thor de venir au domaine de Geirröd sans son marteau, ni sa ceinture magique, ni ses gants. En voyage vers le royaume de Geirröd, Thor est accueilli chez la géante Gríðr qui lui révèle le réel dessein et lui remet ses gants de fer, Járngreipr, sa ceinture magique, Megingjord ainsi qu'une lance. Ensuite, Thor traverse le fleuve Vimur pour aller au royaume de Geirröd, mais lorsqu'il est à mi-chemin l'eau monte jusqu'à ses épaules. Il comprend alors que Gjálp, la fille du géant, provoque la crue donc le dieu lui jette une pierre pour l'empêcher de causer plus de tort. Loki et Thor arrivent chez le géant qui installe Thor sur un siège. Soudain, son siège s'élève vers le toit. Thor force alors contre la charpente et y met tout son poids ce qui achève de briser le dos des filles de Geirröd, Gjálp et Greip, qui soulevaient sa chaise. Le géant tente ensuite de tuer Thor en lui jetant un morceau de fer chauffé au rouge, mais Thor l'attrape en plein vol et lui relance en travers.

##### La fabrication de Mjöllnir
Au chapitre 5, le farceur Loki coupe les cheveux de la femme de Thor, Sif, pendant son sommeil. Avec Thor furieux, Loki promet de récupérer chez les elfes noirs une chevelure d'or pour Sif qui repousserait comme les autres cheveux. Loki trouve alors les nains qui font la chevelure d'or ainsi que le bateau Skidbladnir et la lance d'Odin, Gungnir. Ensuite Loki parie sa tête aux nains Brokk et son frère Eitri qu'ils ne pourraient fabriquer des objets aussi précieux. Ceux-ci créent le verrat aux soies d'or de Freyr nommé Gullinbursti, l'anneau d'or d'Odin Draupnir, et le marteau de Thor Mjöllnir qui possède un manche court parce que Loki a distrait les nains pendant sa fabrication pour qu'ils perdent le pari. Les Ases décident tout de même que les frères Brokk et Eitri ont créé les objets les plus précieux puisque le marteau protégera les dieux des géants. Loki s'échappe pour sauver sa tête mais Thor le rattrape pour qu'il paye son dû aux nains. Loki déclare alors que c'est sa tête qu'il a mis en gage, et non son cou, ainsi les nains se contentent de lui coudre les lèvres.

#### Poèmes scaldiques
L'auteur de l'Edda, Snorri Sturluson, s'est servi en partie des poèmes scaldiques pour la rédaction de son œuvre, textes de poètes vikings très élaborés et ésotériques. Les strophes de poèmes scaldiques mentionnant Thor sont préservées uniquement dans l'Edda de Snorri, qui les cite pour illustrer les mythes qu'il retranscrit en prose. Les poèmes mentionnant Thor sont Haustlöng 14-20, Húsdrápa, Ragnarsdrápa 14-20, et trois autres poèmes portant le nom de þórsdrápa.

#### Sagas et autres textes

##### Gesta Danorum
La Gesta Danorum (Geste des Danois) est une œuvre en latin rédigée à la fin du XIIe siècle par l'historien Saxo Grammaticus à la demande de l'homme d'État Absalon qui gouvernait alors le Danemark et désirait doter son pays d'une véritable épopée nationale. Saxo Grammaticus présente dans son œuvre l'histoire des premiers héros et rois danois, il s'est inspiré des mythes pré-chrétiens et en a proposé une version fortement évhémériste dans laquelle les dieux nordiques sont en fait des hommes d'une puissance supérieure qui se sont fait passer pour des divinités. Au chapitre 2 du Livre Deuxième, on lit du héros guerrier Regnerus que « le dieu Thor excepté, aucune puissance surnaturelle ne l'effrayait ».
Les premiers chapitres du Livre Troisième racontent la rivalité entre Høtherus (qui correspond au dieu Höd) et Balderus (qui correspond au dieu Baldr) pour la main de la princesse Nanna. S'ensuit une bataille au chapitre 2 qui semble opposer hommes (aux côtés de Høtherus) et dieux (aux côtés de Balderus). Odin, Thor et autres divinités combattent pour Baldr. Avec sa massue, Thor abat tout le monde sur son passage. On lit que « contre Thor, il ne servait à rien d'être d'une belle stature ou d'une grande robustesse ». Néanmoins, Høtherus parvient à trancher le manche de la massue de Thor, rendant son arme inopérante, alors les dieux sont obligés de battre en retraite laissant ainsi la victoire aux hommes.
Le chapitre 5 du Livre Sixième raconte l'histoire du héros Starcatherus. L'auteur explique qu'une légende populaire « insensée » rapporte que le héros descendait des géants, et était né avec des bras supplémentaires ce qui trahissait son ascendance. Alors le dieu Thor lui coupa les membres en trop lui donnant ainsi un aspect normal. L'auteur revient ainsi sur les temps anciens où les magiciens imposteurs qu'étaient Thor et Odin se faisaient passer pour des divinités, profitant de la crédulité et de la naïveté des hommes de Scandinavie au détriment de la « vraie religion ». En conséquence, les jours de la semaine portent les noms des fausses divinités (cf. infra). Saxo Grammaticus critique ensuite très justement l'interpretatio romana associant Thor à Jupiter.
Au chapitre 2 du Livre Septième, le héros Haldanus est tellement glorifié pour ses exploits que les Suédois pensent qu'il est le fils du dieu Thor.
Thor est mentionné une dernière fois au chapitre 14 du Livre Huitième lorsque le héros Thorkillus explique à ses compagnons l'origine de la scène dont ils sont témoins ; une brèche sur une montagne et les cadavres d'un homme et de plusieurs femmes. Fâché de l'insolence des géants, le dieu Thor avait frappé avec un épieu le géant Gerethus et l'arme continuant sa course ouvrit le flanc de la montagne, puis le dieu foudroya les femmes du géant.

##### Eyrbyggja saga
La Eyrbyggja saga est une saga islandaise d'auteur inconnu préservée dans deux manuscrits des XIIIe et XIVe siècles. Elle retrace l'histoire de familles islandaises importantes depuis la colonisation jusqu'au début du XIe siècle, et se différencie des autres sagas islandaises par son intérêt accru pour le folklore, le culte païen et les superstitions.
Au chapitre III, on lit que Rolf est un puissant chef norvégien, le gardien du temple de Thor et un « grand ami » du dieu, ainsi il est surnommé Thorolf. Dans cette saga, la pratique de rajouter Thor- au nom, en l'honneur du dieu, réapparait à plusieurs reprises et de nombreux personnages sont nommés ainsi. Par exemple, au chapitre VII, Thorolf a un fils qui s'appelle Stein, et le père le donne à Thor et le nomme Thorstein, qui lui-même a un fils, Grim, qu'il nomme Thorgrim. Le roi Harald bannit Thorolf de Norvège, car il a aidé un hors-la-loi. Au chapitre IV, Thorolf fait un sacrifice au dieu Thor, et lui demande s'il devrait faire la paix avec Harald ou chercher une vie ailleurs. Il finit par s'en aller vers l'Islande, et il démonte le temple de Thor pour emporter le bois. Lorsqu'il arrive vers l'Islande, Thorolf jette les piliers de bois du haut-siège de Thor dans la mer et dit qu'il s'établirait sur les terres où ces piliers se seront échouées. Mais ceux-ci dérivent au loin, et Thorolf aborde alors un bras de mer. Il retrouve ensuite les piliers échouées sur une terre qui depuis est nommée Þórsnes. Cette pratique de s'installer là où les piliers d'une divinité s'échouent était courante, elle est attestée dans d'autres textes scandinaves comme le Landnámabók et l'Egils saga. Thorolf découvre ensuite une rivière qu'il nomme la Rivière de Thor, et c'est là que logent ses compagnons. Lui s'établit ailleurs et construit son temple aux dieux. Le temple est décrit, ainsi que les pratiques et tabous religieux. Au chapitre X, on lit qu'il existe un Thing à l'ouest et que s'y trouve une pierre de Thor sur laquelle des hommes sont sacrifiés.

##### Heimskringla

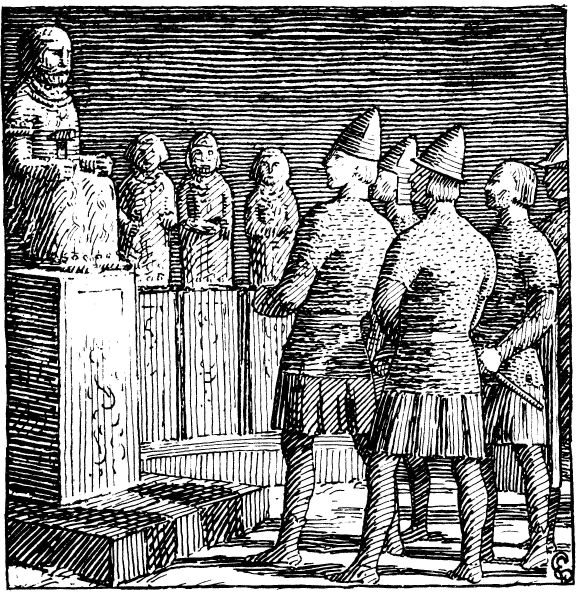
Le roi Olaf au temple de Thor, illustration de Halfdan Egedius (1897).

La Heimskringla, ou Saga des rois de Norvège, est une œuvre écrite par Snorri Sturluson vers l'an 1230 décrivant l'histoire des rois de Norvège, des périodes préhistoriques à son époque. La première partie, la Saga des Ynglingar, raconte les débuts préhistoriques de la dynastie royale suédoise dont sont issus les rois norvégiens. Pour ce faire, l'auteur Snorri Sturluson a utilisé les sources mythologiques à sa disposition, et raconte une version fortement évhémériste des mythes nordiques, ainsi les dieux sont présentés comme des hommes. D'après le chapitre 2, Odin est un grand chef guerrier et magicien venu d'Asie (« Asaland ») qui est vénéré par ses hommes. Au chapitre 5 il acquiert les terres du roi Gylfi et attribue à ses prêtres (qui correspondent aux dieux nordiques) des demeures. Thor est alors mentionné comme l'un des prêtres, il est à Thrudvang. Au chapitre 7 on apprend qu'Odin et ses douze prêtres sont vénérés pour leurs pouvoirs de sorte que les hommes les prennent pour des dieux et croiront longtemps en eux. Les hommes donnent à leurs fils des noms dérivés de Thor, comme Thorir, Thorarin, Steinthor et Hafthor.
Thor est ensuite mentionné plus loin dans le livre, sans être un acteur. Au chapitre 17 de la saga de Haakon le bon, le roi Haakon est décrit consacrant sa coupe au dieu Thor et faisant « le signe du marteau avant de boire ». Au chapitre 69 de la saga de Olaf Tryggvason, le roi chrétien Olaf pénètre dans un temple païen et y voit une statue d'or et d'argent de Thor trônant, alors décrit comme « le plus vénéré des dieux ». Le roi frappe la statue avec sa hache et celle-ci tombe de l'autel, tandis que tous les hommes du roi renversent les autres statues divines.

## Témoignages matériels

### Archéologie et art

#### France

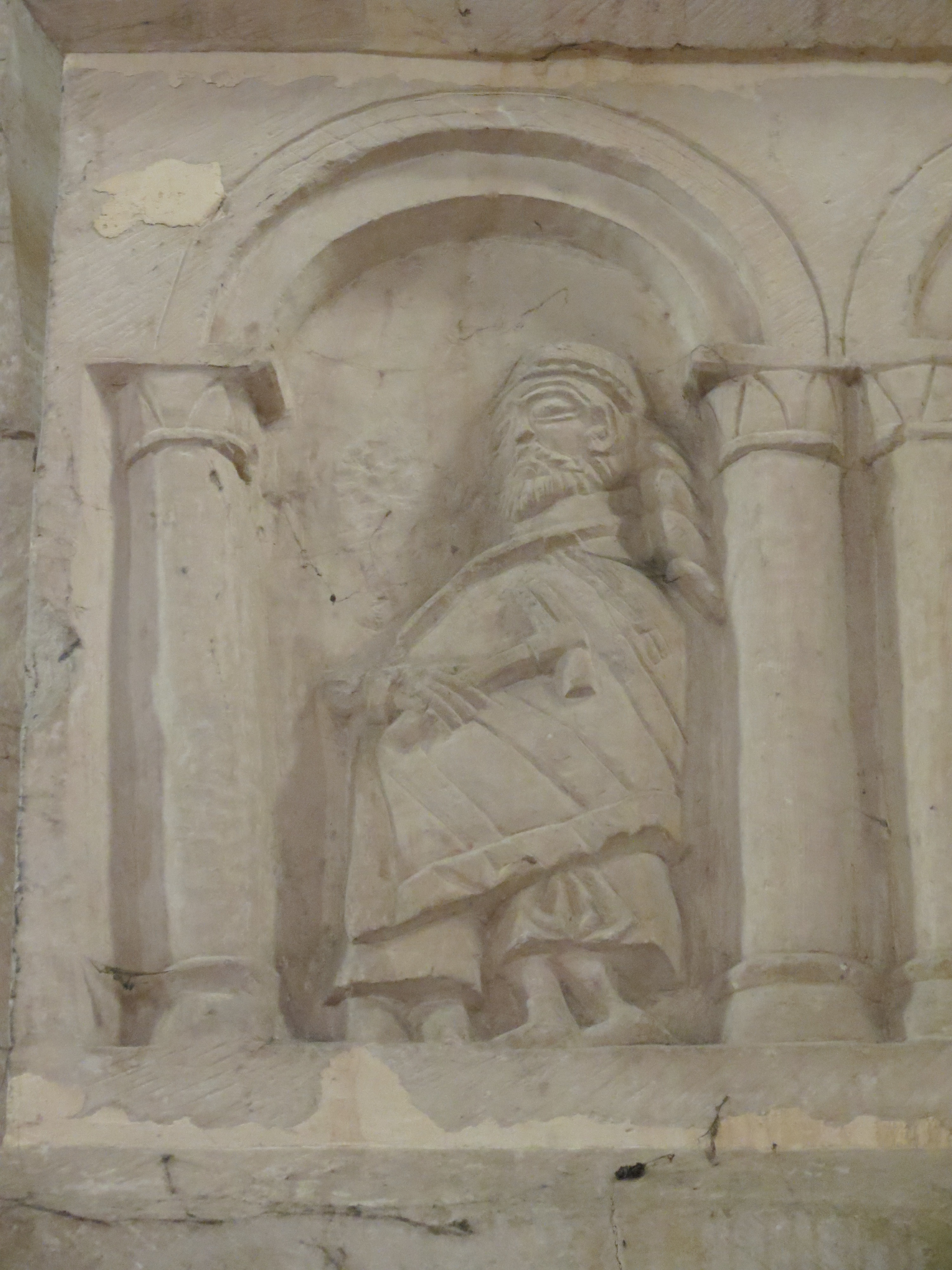
Église Saint-Ouen de Rots, Calvados : main de Thor tenant Mjöllnir, le buste et le visage du dieu ayant été effacés.

En France, c'est en Normandie qu'ont été découverts deux marteaux de Thor en argent respectivement à Saint-Pierre-de-Varengeville (Seine-Maritime), non loin de Duclair sur les pentes dominant la Seine et un autre dans un champ à Sahurs (Seine-Maritime),. Ils ne sont probablement pas à mettre en rapport avec les raids vikings du IXe siècle, mais bien plutôt à l'établissement de colons anglo-scandinaves dans la région à partir du Xe siècle. En effet, Jens Christian Moesgaard, conservateur au musée national du Danemark estime que les marteaux de Thor sont plus nombreux à partir de la seconde moitié du Xe siècle, dans les derniers temps du paganisme, sans doute en réaction au développement du christianisme.
Toujours en Normandie, placée dans les arcatures du clocher latéral de l'église Saint-Ouen de Rots, une dalle montre un personnage tenant un marteau et un troisième personnage caché sous le manteau du précédent et dont la tête est buchée, c'est sans doute Thor. On sait que cette église, dont la campagne romane remonte aux environs de 1140, dépendait de l’abbaye Saint-Ouen de Rouen. L’existence d’un édifice antérieur à l’actuel est attestée par les textes avant 1047 : l’église fut en effet consacrée à saint Ouen lors de la procession des reliques amenées depuis le Cotentin à Caen, puis à Rouen, une pérégrination relatée dans un manuscrit de la fin du XIe siècle.
La victoire sur le paganisme sous forme de confrontation entre le dieu Thor et un évêque bon pasteur est illustrée sur deux chapiteaux qui se font face dans l'église abbatiale Saint-Georges de Boscherville près de Rouen. D’un coté, Thor est représenté en personnage monstrueux, brandissant un marteau et flanqué d’un dragon qui semble le vénérer. De l’autre côté se tient l’évêque accompagné d’un agneau.

#### Scandinavie, Islande, Grande-Bretagne

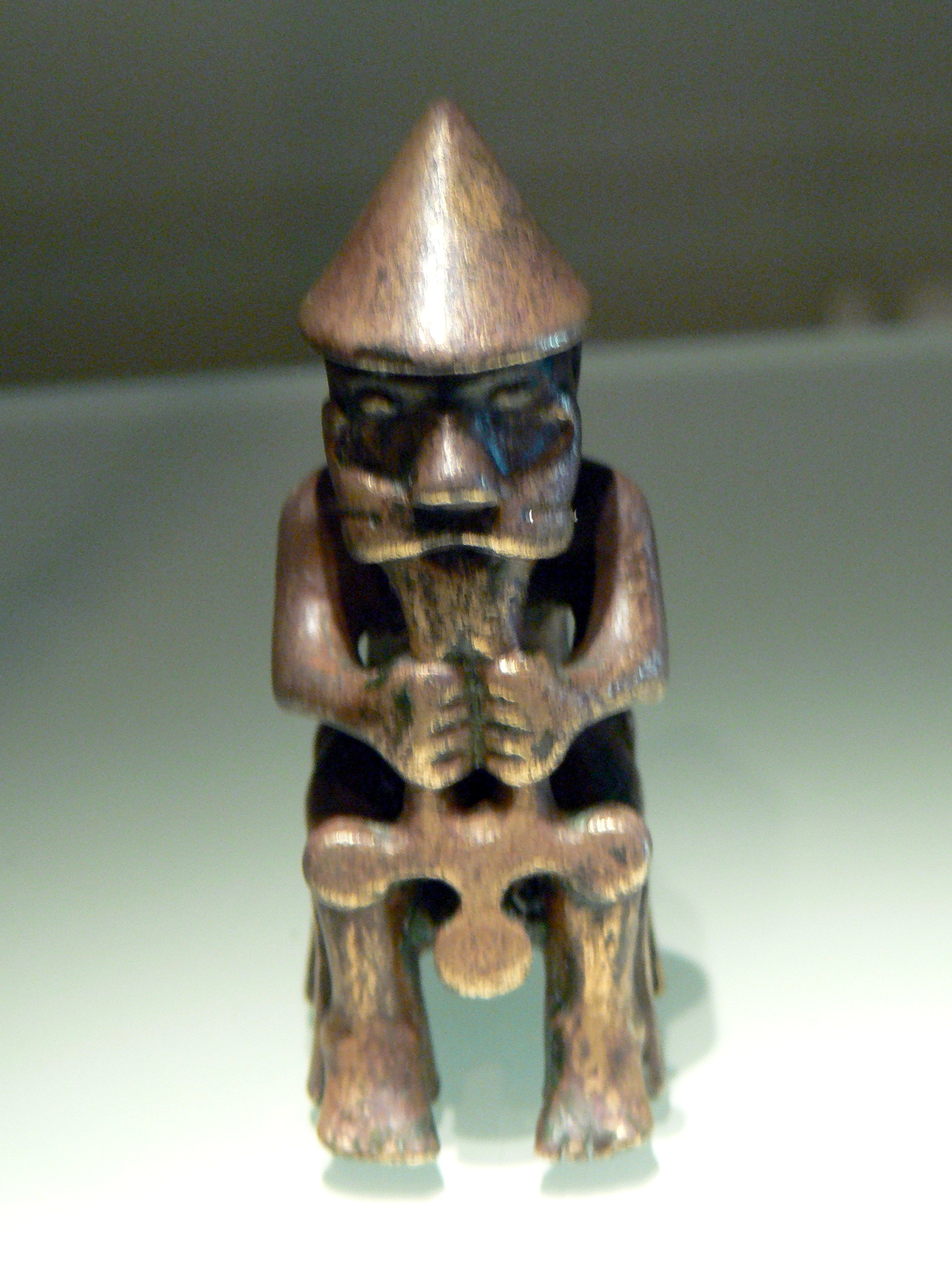
Statuette en bronze de Thor trônant avec son marteau, Musée national d'Islande, Reykjavik (ca.1000 AD).
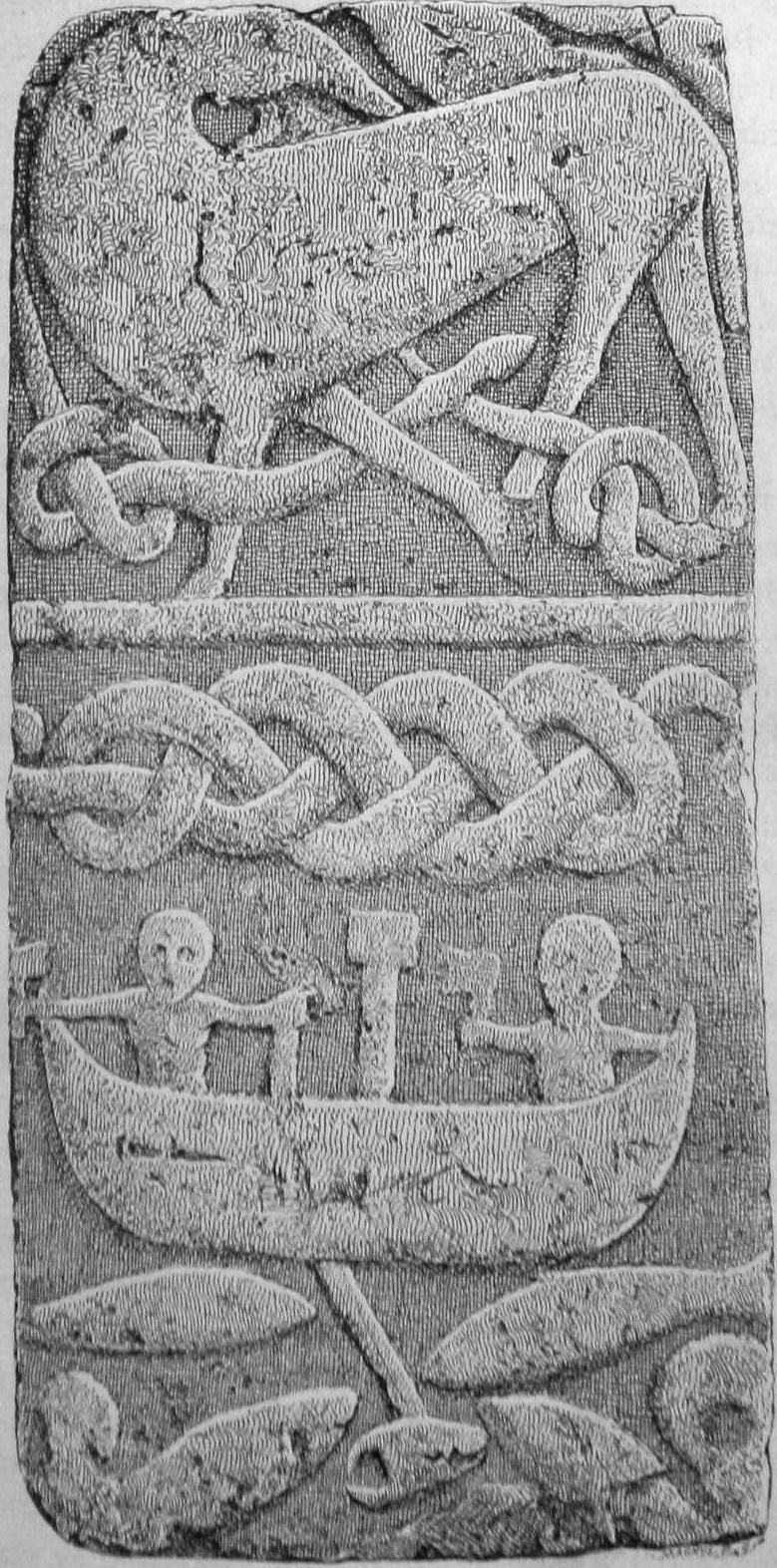
La partie de pêche de Thor représentée sur la croix de Gosforth, Cumbria, Angleterre (Xe siècle).
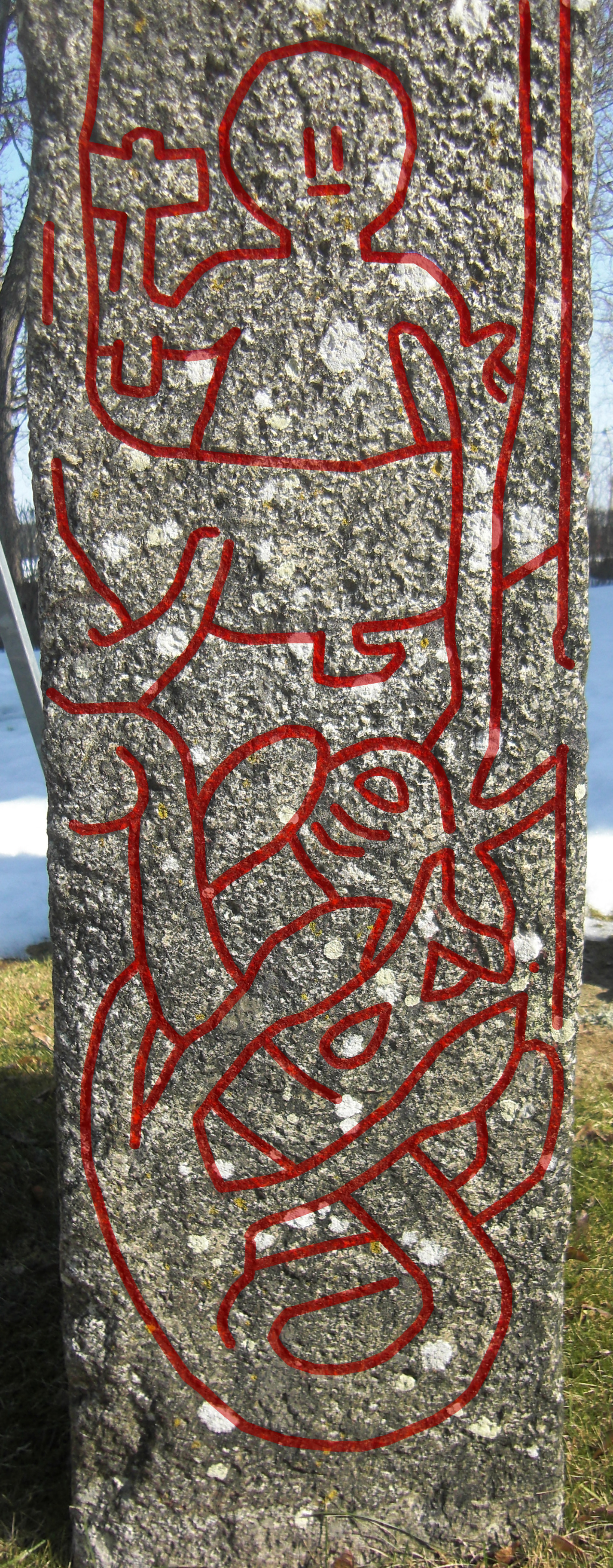
La partie de pêche de Thor représentée sur la pierre runique d'Altuna, Uppland, Suède (XIe siècle).
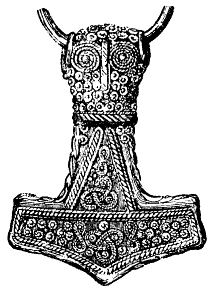
Dessin d'un pendentif Mjöllnir, en argent plaqué d'or, trouvé dans un site archéologique à Öland, en Suède.

## Témoignages linguistiques

### Lexique
La version germanique occidentale : allemand Donar (> allemand Donner « tonnerre ») et vieil anglais Þunor (> anglais thunder « tonnerre ») est présente dans les noms de jours Donnerstag en allemand et Thursday en anglais

### Onomastique
Thor était un dieu très populaire, ainsi des exemples toponymiques sont nombreux dans les pays germaniques, et témoignent d'anciens lieux de culte spécifiques au « dieu tonnant ». Toutefois, la plupart des exemples doivent être pris avec précautions, car ils sont plutôt des noms de personnes dérivés de celui de Thor et donc très divers et très communs en Scandinavie, en Angleterre et en Normandie (comme Þórleif, Þórstein, Þórkel, etc.). Les endroits qui étaient de véritables lieux de culte se reconnaissent davantage lorsqu'ils contiennent l'élément -ve (« sanctuaire »), -hof (« temple, sanctuaire, reliquaire »), pour -lundr (« bosquet »), c'est plus incertain. Thorshof est un type fréquent au sud de la Norvège. D'autres sont encore incertains et on ne sait s'il s'agit de lieux de culte, comme Thorsåker en Suède (avec -akr « champ (cultivé) ») ou Thurso en Écosse (avec -á « rivière »). Toutefois en Angleterre, le nom Thurstable (« pilier de Thor ») indique un lieu de culte au dieu. Même chose en Islande, île conquise par les Vikings, encore dépositaire d'une langue descendant directement du vieux norois, et sur le territoire de laquelle se retrouve le nom du dieu dans la toponymie, d'après les sagas, comme Þórsnes (Saga Eyrbyggja) par exemple.
L'ancien lieu anglais Thunores hlæw (« Thunder's cave, shelter ») contient sans doute le nom du dieu. En Allemagne, la toponymie liée à Donar est encore plus rare, étant donné la conversion plus précoce au christianisme, cependant le nom de Donnersberg y est récurrent.
En Normandie, de nombreux noms de lieux sont également basés sur des anthroponymes qui contiennent le nom du dieu, ainsi par exemple les nombreux Tourville sont-ils des formations médiévales en -ville « domaine rural » précédé du nom d'un propriétaire qui emprunte le sien au dieu Þórr ou Thor. Seule l'île de la Seine, île d'Oissel ou île Sainte-Catherine aurait pu contenir le nom du dieu proprement dit : en effet, elle s'appelait jadis *Thorholm, qu'on retrouve par exemple dans un titre de Robert le Magnifique en 1030 sous la forme latinisée Torhulmus. Ce nom est issu du vieux scandinave Þórholmr « île de Thor ». Cette explication est contestée étant donné la présence du lieu Tourville-la-Rivière (Tor villam en 996-1026), juste en face, qui peut difficilement devoir le sien au dieu. Il ne faut pas confondre avec les Trouville qui contiennent les anthroponymes anglo-scandinave Torold, variante du norrois Þórvaldr  (autre forme Þóraldr) « gouverné par Thor » ou Þórulfr (autre forme Þorólfr) « loup de Thor » selon les cas. Le premier anthroponyme se perpétue dans l'ancien prénom normand Turold à l'origine des patronymes : Touroude, Thouroude, Théroude, Throude et Troude. D'autre noms de personnes scandinaves basés sur le nom du dieu Thor- sont fréquents en Normandie : Þórfriðr (NL Touffreville, NP Touffray); Þórgautr (NL Turgauville, NP Turgot); Þórgisl (NL Tourgéville, NP Turgis et Tourgis); Þórketill (NL Teurthéville, NP Turquetil, Teurquetil, Turquety, Truptil); Þórkel (NL Torqueville, Turqueville); Þórlakr (NL Tourlaville, ANP Tourlaque, cf. Rue Tourlaque à Paris), Þórmodr (NL Trémauville, ANP Turmod) et le plus fréquent comme anthroponyme Þórsteinn « pierre de Thor » à l'origine des très nombreux patronymes Toutain, Toustain et Tostain. En revanche, rien ne permet de relier un toponyme normand à un culte du dieu Thor. On note cependant un curieux pléonasme près de Bacqueville (Eure) : le lieu-dit La pierre Toutain, c'est-à-dire « la pierre de la pierre de Thor » sans qu'il soit possible d'élucider son origine et sa signification réelle. Rien ne permet non plus de relier les noms en -lundr (ou -lunda) devenu -lon, -ron ou -londe en Normandie à un « bois ou une forêt sacrée », ni au dieu Thor. Le cas de Bois-Tortuit (Grainville-la-Teinturière) est tout aussi douteux, bien que Thor y soit bien identifié suivi du vieux normand tuit « essart », d'origine norroise Þveit.

## Mythologie comparée

### Traits généraux
Par interpretatio germanica, Thor a été identifié à Jupiter d'où la traduction du jour de la semaine romain jeudi (« jour de Jupiter ») en un « jour de Thor » dans les langues germaniques (cf. infra). Toutefois cette interprétation est fausse puisque l'étymologie et la fonction de Jupiter semblent correspondre plus vraisemblablement au dieu germain Týr. Les fonctions de Thor sont plutôt comparables au demi-dieu Héraclès, qui possède une arme similaire à celle de Thor, et est l'ennemi des géants et le défenseur des dieux.
Thor correspond au dieu tonnant gaulois Taranis (ou Taranus), d'étymologie commune. Taranis est lié au mot celtique taran qui signifie « tonnerre ». Ces divinités seraient issues d'un même dieu tonnant originel avant la dispersion des deux peuples indo-européens.
Le dieu indien de la guerre et de la météo, Indra, possède également les mêmes fonctions que Thor. Il est un dieu guerrier (seconde fonction dumézilienne) fils des dieux primordiaux, et combat également un serpent démoniaque, Vṛtrá. Indra et Thor possèdent tous deux des armes puissantes fabriquées par un forgeron légendaire, ils partagent aussi un formidable appétit et une grande aptitude à boire, conduisent des chars et partent régulièrement en expédition pour combattre des démons. Ces similarités suggèrent qu'ils sont issus d'un même dieu proto-indo-européen.
D'autres divinités comparables sont le dieu slave Péroun et le dieu mazdéen Ahura Mazda[réf. nécessaire].

### Fonction guerrière
Dès la fin des années 1930, Georges Dumézil, philologue et comparatiste français, a formalisé sa théorie controversée des trois fonctions indo-européennes. Il défend que les peuples indo-européens, et ceux de leur aire d'influence, organisent leurs sociétés ainsi que leurs mythologies autour de trois fonctions principales ; la fonction souveraine et magicienne, la fonction guerrière, et la fonction productrice (ou de fertilité). Cette répartition est perceptible chez certains peuples dans leur organisation sociale, mais aussi dans l'organisation de leur panthéon divin. La triade divine romaine Jupiter, Mars, Quirinus correspond alors aux trois fonctions. Dans le monde scandinave, Georges Dumézil a proposé que ce sont Odin, Thor, Freyr (et/ou Njörd) qui correspondent respectivement aux trois fonctions ; magicien souverain, guerrier, et dieu de la fertilité. Toutefois il admet qu'en ce qui concerne le panthéon germanique, cette répartition n'est pas stricte puisqu'Odin est également un dieu guerrier, et Thor un dieu lié à la fertilité.

## Postérité

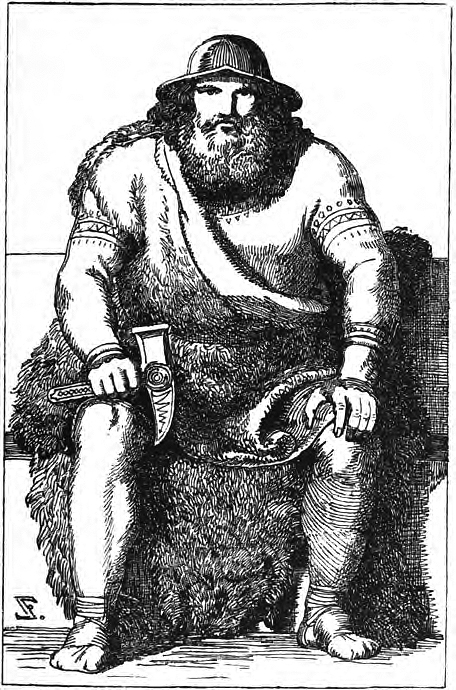
Thor vu par l'illustrateur danois Lorenz Frølich en 1907.

Son influence était si forte que les Norvégiens chrétiens durent ajouter dans les pattes du lion représenté sur les armoiries de la Norvège la hache de guerre de Saint Olaf pour rappeler son origine viking, mais aussi pour contrebalancer la puissance évocatrice du marteau de Thor.

### Néopaganisme
Thor est naturellement un dieu principal chez les néopaïens actuels, de la religion Ásatrú ou Odinisme. Son culte est officiel dans certains pays comme le Danemark, l'Islande et la Norvège[réf. nécessaire].

### Dans la culture moderne
Thor étant un dieu incontournable de la mythologie nordique, il a inspiré de nombreux artistes et autres éléments de la culture moderne. Pour les références modernes au marteau de Thor, voir l'article Mjöllnir.

#### Parodie
Dans la saison 4 d’Epic Rap Battles of History, Thor affronte le dieu suprême de la mythologie grecque, Zeus.

#### Musique
Avec son opéra Der Ring des Nibelungen, Richard Wagner a beaucoup popularisé la mythologie nordique, et Thor, sous la graphie « Donner », est un personnage du prologue Das Rheingold.
D'autres genres de musique plus récents s'inspirent parfois de la mythologie nordique, notamment les genres issus du heavy metal, et tout particulièrement le Viking metal, et de fait ils font régulièrement référence au dieu Thor. On pense par exemple à Amon Amarth, Enslaved, Falkenbach, et Manowar avec la chanson Thor (the Powerhead), Equilibrium fait référence au mythe du vol de Mjöllnir par le géant Thrym dans la chanson Hammer.
Dans Twilight of the Thunder God, morceau d'introduction de l'album éponyme, Amon Amarth dépeint la bataille finale de Thor face au serpent Jörmungand, tableau épique du Ragnarok figurant la victoire suivie de la mort du fils d'Odin.

#### Littérature et bande dessinée
- Thor est un super-héros et le titre d'une série de comic books publiée par la maison d'édition Marvel Comics.
- Le dieu Thor est invoqué à plusieurs reprises dans le manga Yu-Gi-Oh! et l'anime Yu-Gi-Oh! 5D's.
- Il est présent dans la saga canadienne Arielle Queen de Michel J. Lévesque.
- Le nom du Viking Thorgal, de la bande-dessinée du même nom, découle du dieu Thor.
- Il semble aussi avoir inspiré le nom du guerrier viking Thors de la série de manga Vinland Saga.
- Il fait partie des nombreux dieux cités dans la série de bande dessinée Astérix.
- Dans le chapitre 46 (chapitre XLVI : Vers le Sud ! Vers le Sud !, section : L'histoire du Jämtland) du roman Le merveilleux voyage de Nils Holgersson à travers la Suède, une légende racontée mentionne Thor comme protagoniste principal, sous son nom traditionnel d' Asa-Tor. (Dans le dessin animé Le Merveilleux Voyage de Nils Holgersson au pays des oies sauvages, qui adapte ce roman, cette légende est racontée et mise en image dans l'épisode 42 : Asathor et les géants (森をつくった大男, Mori wo tsukutta oo'otoko).)
- Soren Ormurin, personnage de la saga Au nom des Dieux est un fils bâtard du dieu Thor. Le dieu apparait également dans le 2e tome de l'arc de l'Eau et du Sang.
- Il est mentionné dans le manhua Assassin's Creed Valhalla : Blood Brothers[réf. nécessaire].
- Thor est également présent dans les romans Magnus Chase et les Dieux d'Asgard de Rick Riordan.

#### Télévision et cinéma
Personnage principal
- Thor le guerrier, film de Tonino Ricci sorti en 1983.
- Thor et le marteau des dieux, film de Todor Chapkanov sorti en 2009.
- Univers Cinématographique Marvel dans lequel le personnage de Thor est incarné par Chris Hemsworth :
  - Thor, film de Kenneth Branagh sorti en 2011, adapté du Marvel Comics.
  - Thor : Le Monde des ténèbres est sorti en 2013, le deuxième épisode de Marvel Studios, réalisé par Alan Taylor.
  - Thor: Ragnarok, réalisé par Taika Waititi sorti en 2017.
  - Thor: Love and Thunder par Taika Waititi sorti en 2022.
  - Le personnage est également présent dans le film The Avengers (2012) ainsi que dans ses suites Avengers : L'Ère d'Ultron, Avengers : Infinity War et Avengers : Endgame.
- Thor : légendes d'Asgard, animé de Sam Liu, sorti en 2011 (Marvel).
- Thor & Loki: Blood Brothers, sorti en 2011 (Marvel).
- Avengers : l'équipe des super héros ! - Volume 4 - L'ultime combat de Thor, animé réalisé par Stan Lee et Jack Kirby, sortie DVD 2013.
- Almighty Thor, film de Christopher Ray sorti en 2011.
- Thor et les légendes du Valhalla (2011), film d'animation islando-allemand de Oskar Jonasson, Toby Genkel et Gunnar Karlsson.
- Ragnarök  (2020), série Netflix norvégienne-danoise de Adam Price

Apparitions et autres
- Le Retour de l'incroyable Hulk, téléfilm réalisé par Nicholas Corea, et diffusé le 22 mai 1988 sur NBC. Thor apparaît sous les traits de Eric Allan Kramer.
- Dans la série télévisée Stargate SG-1, Thor est le commandant suprême de la fotte des Asgards, extra-terrestres qui gardent l'univers contre de multiples dangers.
- Dans la série télévisée The Big Bang Theory, Raj se déguise en Thor dans l'épisode 6 de la saison 1.
- THOR (pour « Tactical Helicopter Offensive Response ») est le nom d'un projet confidentiel dans le film Tonnerre de feu (1983). Dans une première version du script, le personnage principal devenait fou aux commandes de son hélicoptère, allant même jusqu'à se prendre pour le dieu Thor.
- Thor (The Mighty Thor) : série télévisée d'animation de 1966.
- Le méchant de Ball Thor Maître du temps. La 51e galaxie (anime japonais) porte le nom du dieu nordique.
- Vic le Viking 2 : Le marteau de Thor, animé de Christian Ditter sorti en 2011.
- Thor apparait en tant que personnage secondaire de l'anime Kamigami no Asobi (2014).
- Dans le dessin animé "Saint Seiya" / "Les chevaliers du zodiaque", Thor de Phecda est un des sept guerriers divins d'Asgard. C'est un géant, et il utilise deux armes (deux haches) comme arme de jet, qui reviennent toujours vers lui : quoique ces armes soient des haches, son attaque se nomme explicitement "Mjöllnir Hammer" ("marteau Mjöllnir"). Tout cela fait référence au dieu Thor et à son marteau magique Mjöllnir.

#### Jeux vidéo
De nombreux jeux vidéo de fantasy et de science-fiction font naturellement référence à Thor, qui peut alors correspondre à un personnage puissant, un sort, une technologie ou un lieu:
- Fire and Brimstone (1990)
- Tales of Phantasia (1995)
- MechWarrior 3 (1999)
- Golden Sun (2001)
- Age Of Mythology (2002), Ragnarök Online (2002)
- Tales of Symphonia (2003)
- On peut retrouver les objets mythiques de Thor dans Tomb Raider: Underworld (2008)
- StarCraft II (2010)
- Thor : Dieu du tonnerre (2011)
- SMITE (2014)
- Fire Emblem Heroes (2017)
- On peut aussi citer la série vidéoludique Pokémon et l'oiseau légendaire de première génération Electhor, dont l'attribut élémentaire est la foudre.
- On peut l'apercevoir dans une cinématique à la fin de God of War (2018) ; il est l'un des protagonistes principaux de sa suite God of War: Ragnarök (2022).
- Dans Assassin's Creed Valhalla (2020), Thor est mentionné de nombreuses fois au cours du jeu. Plusieurs statues à son effigie sont disséminées dans le monde, ainsi qu'une pièce à son image dans le jeu d'orlog. Le protagoniste le côtoie dans les missions se déroulant à Asgard : il s'agit aussi d'un membre de la première civilisation présentée dans l'univers d'Assassin's Creed, qui se réincarne en Halfdan Ragnarsson à l'époque viking[réf. nécessaire].

#### Sciences
- En découvrant un nouvel élément, le chimiste suédois Jöns Jacob Berzelius le baptisa en l'honneur du dieu scandinave : thorium[46].
- La nébuleuse en émission NGC 2359 est surnommée le casque de Thor en référence au dieu[47].
- Le PGM-17 Thor est un missile balistique américain, dont la conception a ensuite servi au développement du lanceur spatial Thor.
- Thor est aussi un nouveau module pour la prochaine version du logiciel de MAO Reason, il s'agit d'un synthétiseur en développement.

#### Traductions des textes mythologiques
- Régis Boyer, Sagas islandaises : Textes traduits, présentés et annotés par Régis Boyer, Gallimard - Pléiade, 1987, 1993 p. (ISBN 2-07-011117-2).
- Régis Boyer (trad. de l'islandais), L'Edda Poétique, Paris, Fayard, 1992, 685 p. (ISBN 2-213-02725-0).
- (en) L'Edda poétique sur Wikisource.
- Saxo Grammaticus (trad. du latin), La Geste des Danois : traduit du latin par Jean-Pierre Troadec, Paris, Gallimard, 1995, 445 p. (ISBN 2-07-072903-6).
- Snorri Sturluson, L'Edda : traduit, introduit et annoté par François-Xavier Dillmann, Paris, Gallimard, 1991, 319 p. (ISBN 2-07-072114-0).
- (en) L'Edda de Snorri sur Wikisource.
- Snorri Sturluson, Histoire des rois de Norvège, Première partie : traduit du vieil islandais, introduit et annoté par François-Xavier Dillmann, Paris, Gallimard, 2000, 702 p. (ISBN 2-07-073211-8).

#### Études et essais
- (en) Martin Arnold, Thor : Myth to Marvel, Londres / New York, Continuum International Publishing Group, 2011, 225 p. (ISBN 978-1-4411-3542-1, présentation en ligne).
- Régis Boyer, Yggdrasill : La religion des anciens Scandinaves, Payot, 2007, 248 p. (ISBN 978-2-228-90165-9 et 2-228-90165-2).
- (en) H. R. Ellis Davidson, « Thor's Hammer », Folklore, vol. 76, no 1, printemps 1965, Taylor & Francis, Ltd., p. 1-15, lire en ligne.
- Georges Dumézil, Les Dieux des Germains : essai sur la formation de la religion scandinave, PUF, 1959.
- Georges Dumézil, Mythe et Épopée I. II. III., Gallimard, 1968-1973, 1463 p. (ISBN 978-2-07-073656-0).
- Patrick Guelpa, Dieux & mythes nordiques, Villeneuve-d'Ascq, Septentrion, 2009, 266 p. (ISBN 978-2-7574-0120-0, lire en ligne).
- Rudolf Simek (trad. Patrick Guelpa), Dictionnaire de la mythologie germano-scandinave, Les Éditions du Porte-Glaive, 1996, 452 p. (ISBN 978-2-90646-837-5).
- (en) Lotte Motz, « Þórrs' river crossing », Saga book of the Viking Society for Northern Research, vol. 23, 1992, p. 469-487.
- (en) Lotte Motz, « The Hammer and the rod : A discussion of Þorr's weapons », Germanic Studies Anatoly Liberman, 1997, p. 243-252.
- (en) Lotte Motz, « The Hammer and the rod : A discussion of Þórr's weapons », North-western European language evolution, vol. 31/32, 1998, p. 243-252.